# Piesbach
Piesbach (im örtlichen, moselfränkischen Dialekt Pejsbach) liegt im Saarland an der unteren Prims, einem Nebenfluss der Saar. Der Ort hat 2160 Einwohner und ist mit der Fläche von 5,35 km² der zweitgrößte Ortsteil der Gemeinde Nalbach.

## Geschichte

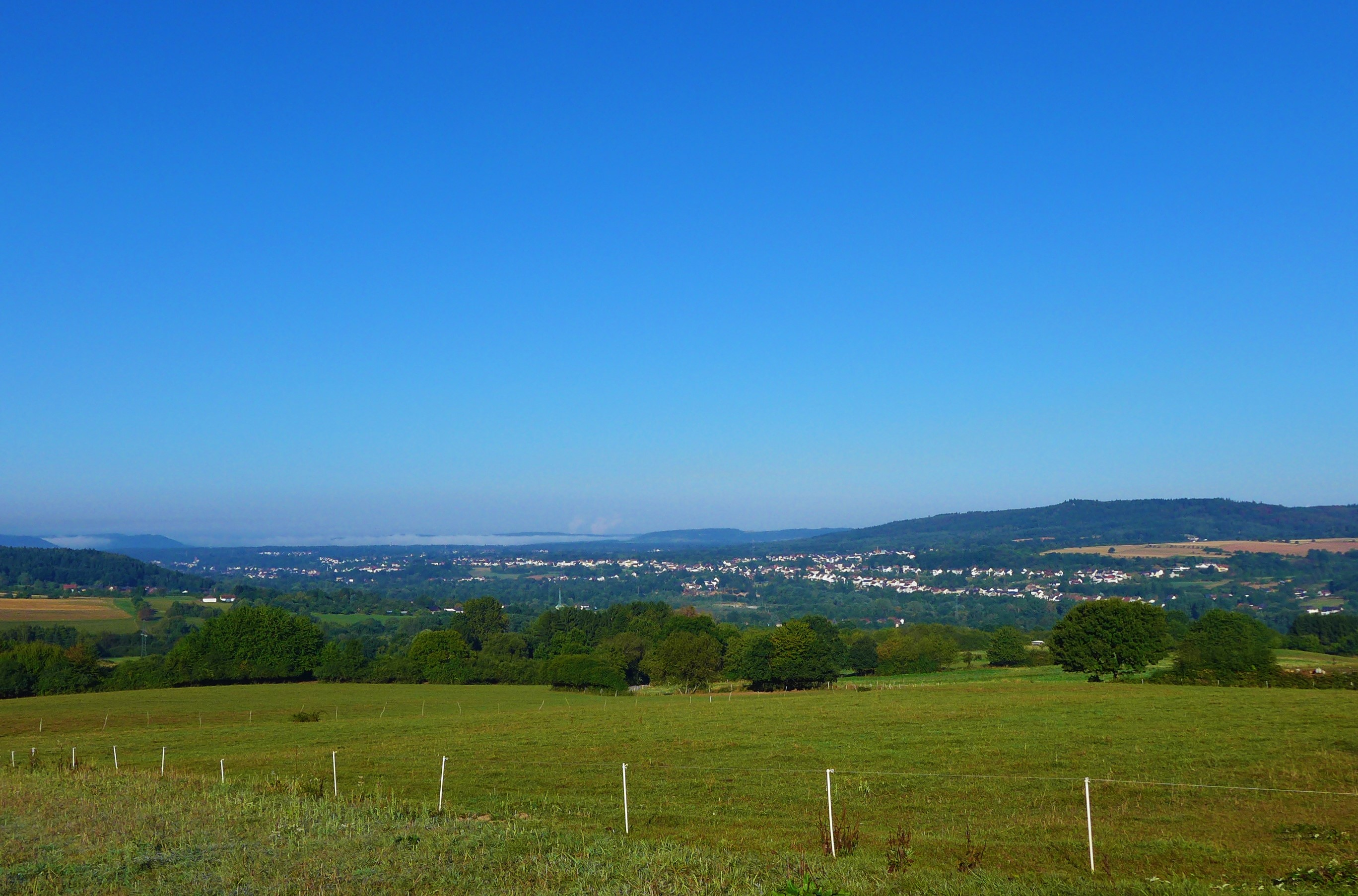
Blick vom Körpricher Hoxberg aus auf das Nalbacher Tal mit Piesbach vor dem Litermont

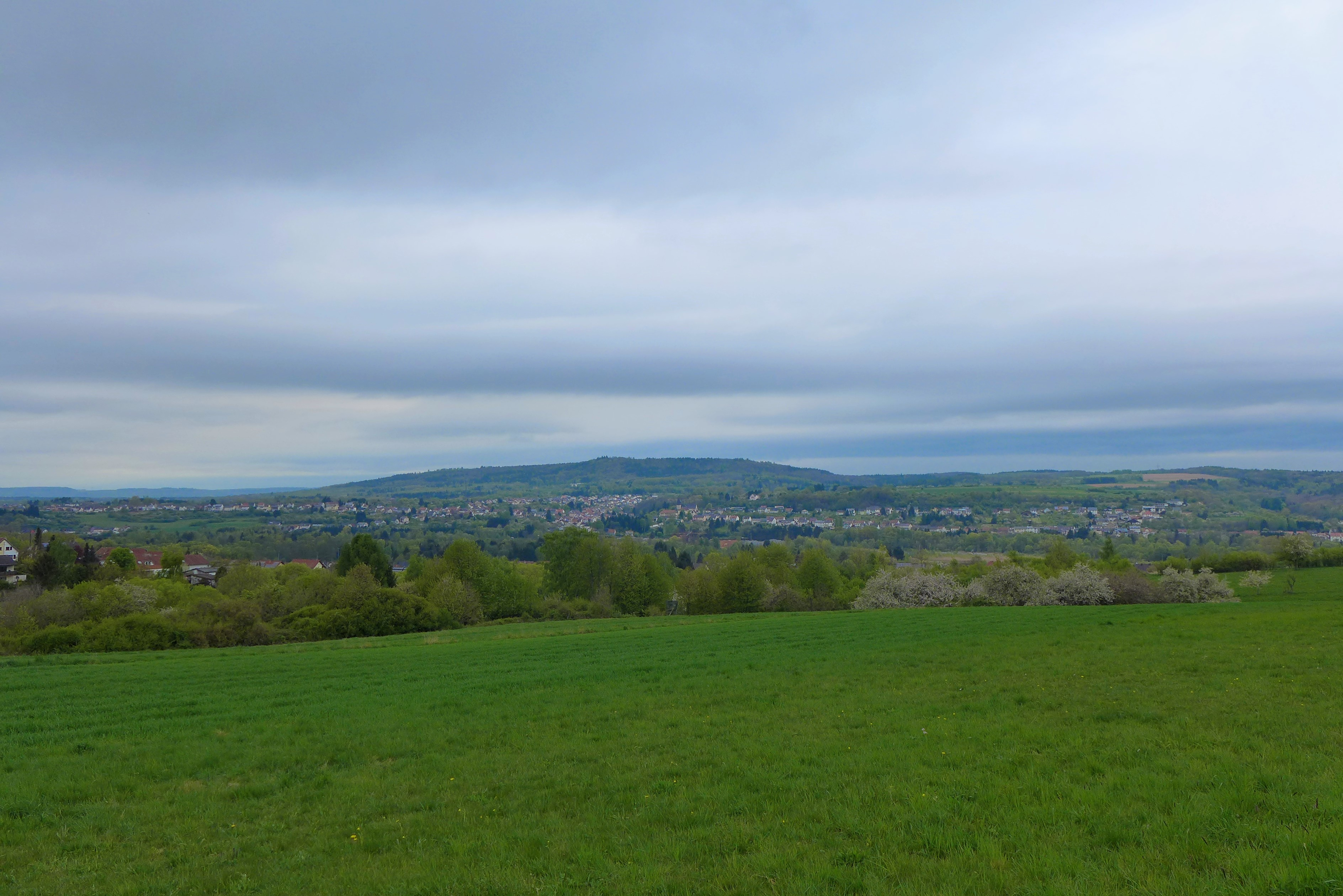
Blick vom Bilsdorfer Steinberg auf den Litermont und Piesbach

### Vor- und Frühgeschichte
Im Jahr 1953 wurde unterhalb der Piesbacher Dorflage in einer Kiesgrube an der Prims eine Lanzenspitze aus Bronze gefunden. Die Waffe aus der Bronzezeit, die heute im Saarlouiser Museum aufbewahrt wird, ist 15,4 cm lang und an den Rändern stark beschädigt.

### Antike
Im Jahr 1824 entdeckte Nicolas Bernard Motte bei Bettstadt (Flur 7, Römerweg, Gemarkung Piesbach) Reste römischer Bauwerke. Es handelt sich dabei vermutlich um eine Villa rustica, die sich nach und nach zu einem Vicus erweitert hatte. Spuren von Brandschutt lassen eine gewaltsame Zerstörung vermuten. Die Siedlung lag an einer Römerstraße, die das antike Pachten über die Höhen hinter Diefflen und Nalbach nach Bettstadt über das Schloss La Motte mit einer römischen Siedlung bei Lebach (Gemarkung Lebach, Flur 12, „Auf den Erdhäusern“) verband. Der Dillinger Archäologe und Pfarrer Philipp Schmitt und Friedrich Schröder untersuchten die gleiche Fundstelle. Die Funde wurden weiter von Hermann Maisant untersucht. Aufgefunden wurden Grundmauern, Kellergewölbe, Ziegelsteine, Dachziegel, Wasserleitungen aus Baumstämmen und Tonröhren, Tongefäße, römische Münzen, Knochenreste sowie Teile einer römischen Straße.

### Mittelalter
Piesbach erscheint im Jahr 1324 als Pedesbach und im Jahr 1327 als Pedinsbach. Im Jahr 1331 wird der Ort Pedenspach geschrieben. Der Ortsname leitet sich von dem gleichnamigen Bach her, der hier, gespeist von zwei Quellbächen, in die Prims mündet.
Historische Schriftbilder Piesbachs
| Jahr                                 | 1324      | 1327       | ca. 1340  | 1341       | 1444      | 1522                    | 1595     | ca. 1600 | 1623     | 1690    | 1748     |
| veränderter Name im Laufe von Jahren | Pedesbach | Pedinsbach | Pedysbach | Pedenßbach | Pedeßbach | Pedesbach und Pedeßbach | Piesbach | Peßbach  | Pießbach | Pesbach | Piesbach |

Seit seiner mittelalterlichen Gründung ist Piesbach mit den Talgemeinden des unteren Primstales Bilsdorf, Diefflen und Körprich dem Hauptort Nalbach unterstellt.
Wie Piesbach wird sein Nachbarort bzw. Teilort Bettstadt erstmals im Nalbacher Weistum von 1324 erwähnt. Bettstadt heißt im Mittelalter Betscheid. Der Name, der heute mundartlich „Bettschd“ ausgesprochen wird, deutet auf eine mittelalterliche Waldrodung hin.
Historische Schriftbilder Bettstadts
| Jahr                                 | 1324       | 1327      | 1522                      | 1535   | ca. 1600 | 1633                | nach 1700              |
| veränderter Name im Laufe von Jahren | Betscheidt | Betscheit | Betscheit und Betzscheidt | Betzet | Bedstad  | Betstad und Betstat | Betstadt und Bettstadt |

Im Jahr 1327 wird die Bettstadter Mühle (mundartlich „Bettschder Mill“) erstmals erwähnt. Die Mühle war damals im Besitz des Vogtes der obersten und untersten Nalbacher Vogtei. Herr der Mühle war damals Nikolaus von Kastel.

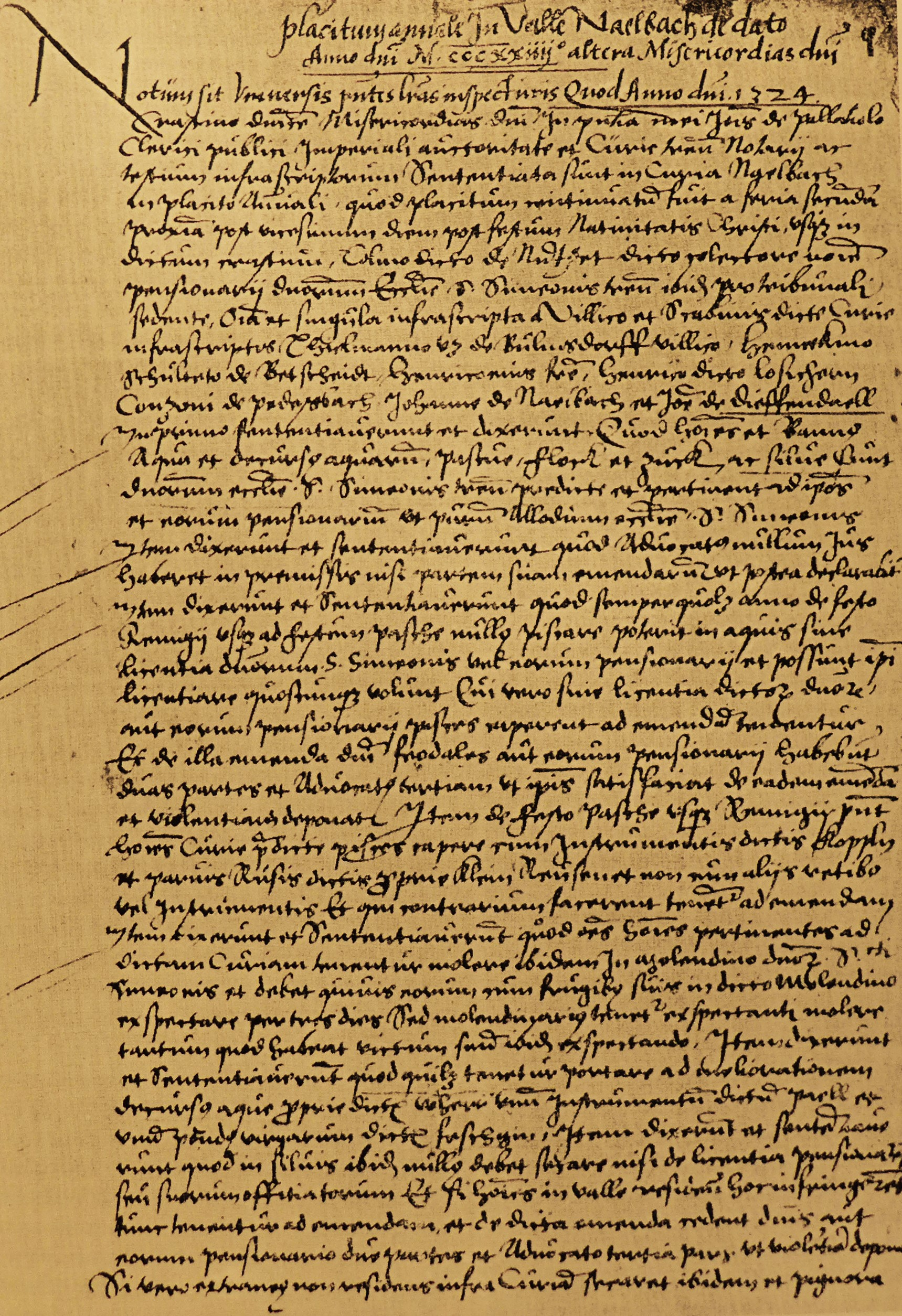
Nalbacher Weistumsurkunde aus dem Jahr 1324 mit der Ersterwähnung von Diefflen, Bettstadt, Piesbach sowie der Nalbacher Mühle (Staatsarchiv Koblenz, Abt. 215, Nr. 1441)

Das Nalbacher Tal war eine Gemeinherrschaft, die mehreren Herren unterstand. Grundherr war ab dem Jahr 1048 das Kollegiatstift St. Simeon in der Trierer Porta Nigra. Obervogtherr und Landesherr war der Erzbischof und Kurfürst von Trier. Im Jahr 1358 übertrug das Trierer Stift St. Simeon die Schirmherrschaft über das Nalbacher Tal dem Grafen Heinrich von Veldenz. Als Mitvogtherren erscheinen seit dem 15. Jahrhundert die kurfürstlichen Pfalzgrafen bei Rhein (Dynastie Wittelsbach). Für das Jahr 1478 ist eine erste Belehnung eines Vogtes durch die Pfalzgrafen bei Rhein (Kurpfalz) belegt: Pfalzgraf Ludwig der Schwarze belehnte den Ritter Heinrich von Rathsamshausen, dessen Herrschaft am Fuß des unterelsässischen Odilienberges lag, mit der obersten und untersten Vogtei. Die Lehenshoheit der Pfalzgrafen bei Rhein dürfte von derjenigen der Grafen von Veldenz erbmäßig (seit 1444) herzuleiten sein. Dementsprechend war der Herrschaftsbereich in zwei Vogteien aufgeteilt. Die kurtrierische oder mittelste Vogtei umschloss das Oberdorf Nalbach, Bildorf, Piesbach und halb Bettstadt. Die kurpfälzische Vogtei bestand aus zwei Halbvogteien, die durch die mittelste Vogtei gebietsmäßig getrennt wurden. Dabei bestand die oberste Vogtei aus Körprich und halb Bettstadt. Die unterste Vogtei bestand aus Diefflen und dem Nalbacher Unterdorf bis zum Fußbach. Diese Vogtei bildete rechtlich eine Einheit und war als Lehen an Untervögte aus dem niederen Landadel vergeben.
Die Vögte übten die Hochgerichtsbarkeit aus und nannten sich deshalb auch Hochrichter.

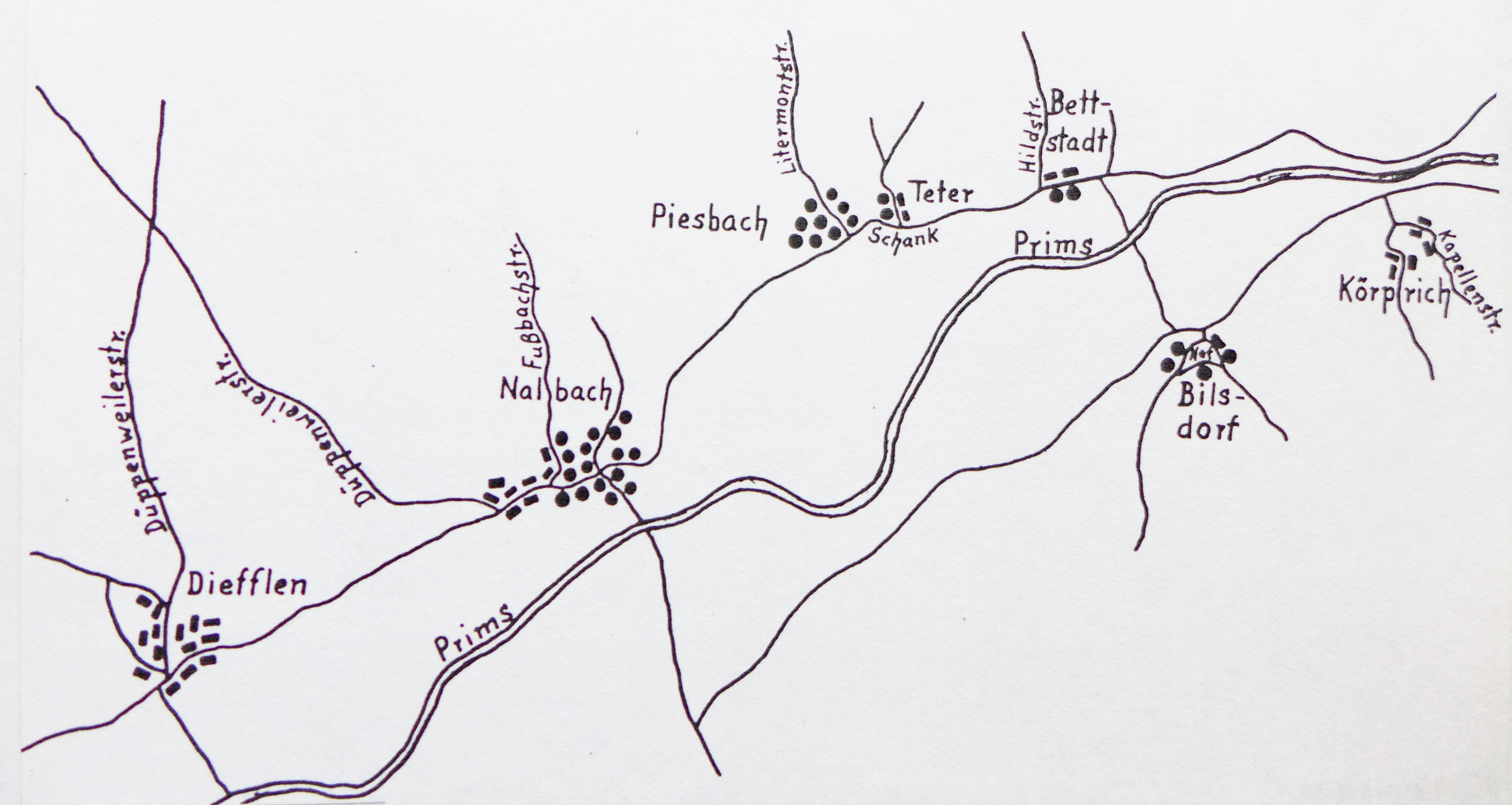
Siedlungsbild des Nalbacher Tales um das Jahr 1522, Die Häuser des Trierer Stiftes St. Simeon (sogenannte Mittelste Vogtei) sind als Punkte markiert. Die Häuser des Vogtes (sogenannte Unterste und Oberste Vogtei) sind als Rechtecke dargestellt. Zeichnung: Georg Colesie, Kreisarchiv Saarlouis

Im Jahr 1327 wird erstmals das Dorf Theter urkundlich erwähnt. Im Jahr 1393 schenken der Vogt Nikolaus von Kastel und dessen Gemahlin Margarete dem Trierer Stift St. Simeon in der Porta Nigra das Dorf, um für ihr Seelenheil zu sorgen:

„Auch soll Teter, das Dorf, mit Leuten, Schöffen, Gütern, Zinsen und mit all seinem Zubehör den ehgenannten Herren von St. Simeon sein erblich und immerdar, das wir gänzlich übergeben für uns und unsere Erben und Nachkommen. Und haben das den vorgenannten Herren gegeben und aufgetragen mit allem Recht, das wir daran haben oder haben möchten, um Gottes Willen und zum Heil unserer Seelen.“

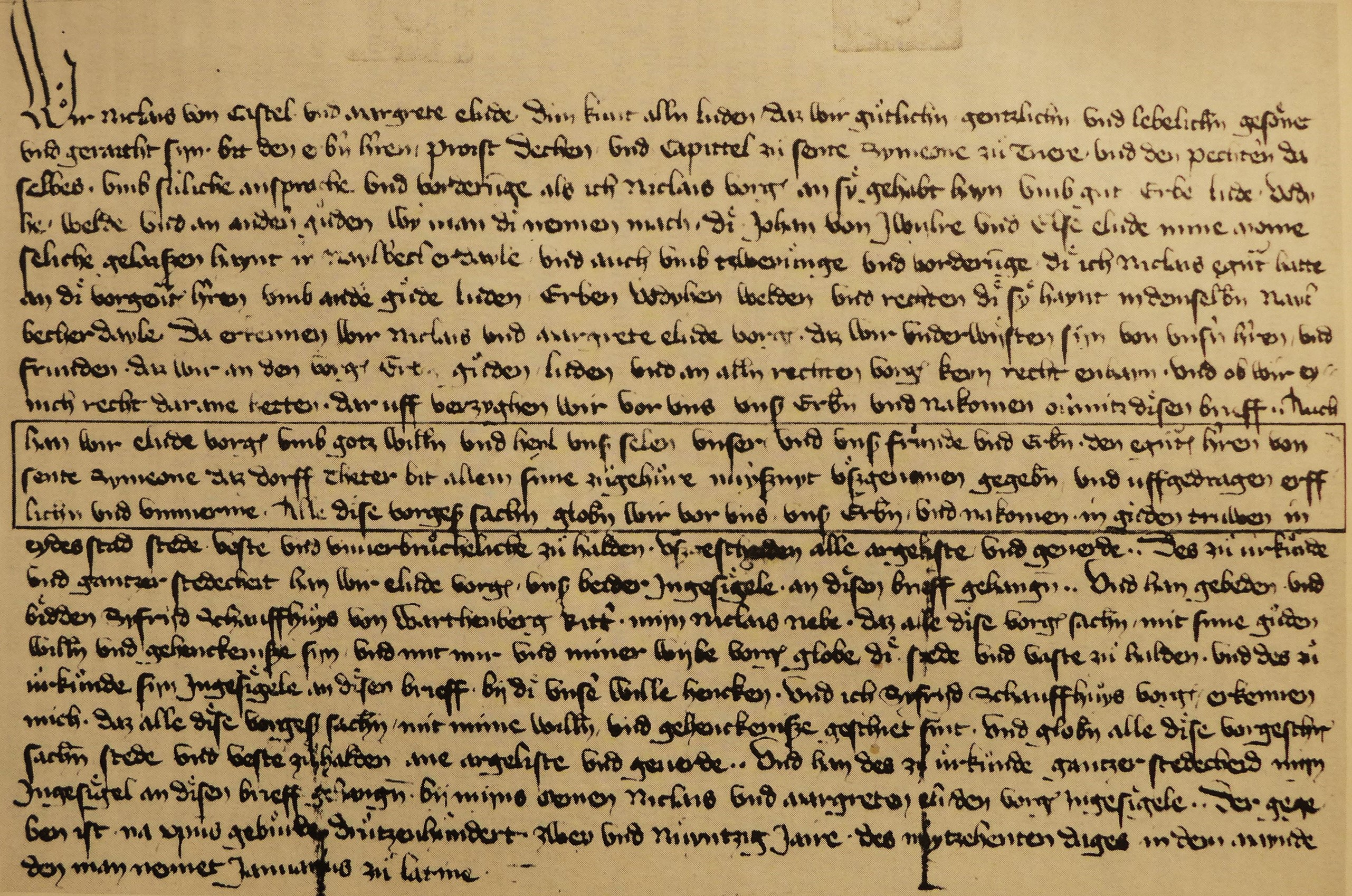
Schenkungsurkunde des Vogtes Nikolaus von Kastel und dessen Gemahlin Margarete aus dem Jahr 1393 an das Trierer Stift St. Simeon in der Porta Nigra bezüglich des Dorfes Theter (Landeshauptarchiv Koblenz, Abteilung 215, Nr. 561)

Nikolaus’ Gemahlin Margarete erklärt in der Urkunde überdies:

„Und ich, Margarete, erkläre, dass ich an all diesen Gütern, Leuten, Gülten und Vogteien kein Wittum noch Wittumsrechte habe. Und habe auch öffentlich zu den Heiligen geschworen, den Wittum daran niemals zu fordern.“

Der Gewannname des heutigen Piesbacher Kirchberges „Auf dem Schank“ (Gemarkung Piesbach, Flur 4) erinnert noch heute an diese Schenkung an das Trierer Simeonsstift.
Die Schenkung von Nikolaus und Margarete von Kastel übergab das Stift im Jahr 1701 wiederum an die Pfarrei Nalbach. Das Dorf Theter bzw. „Theter auf dem Schank“ (seit 1522), gelegen zwischen Piesbach und Bettstadt, erlebte zwischen 1522 und 1701 einen sichtbaren Niedergang und verfiel. Der Siedlungsbereich des Dorfes Theter ging im 19. Jahrhundert im sich ausdehnenden Siedlungsraum von Piesbach auf. Im Gefolge der Übertragung von Theter an die Pfarrei Nalbach verbreitete sich im Nalbacher Tal die Überlieferung der „Margarete von Litermont“ und deren wilden Sohn Maldix. Vermutlich ist Margarete von Kastel das historische Vorbild der Sagengestalt Margarete von Litermont, die als fromme Witwe des Burgherrn auf dem Litermont und als gütige Wohltäterin der Nalbacher Kirche vorbildhaft dargestellt wird. Im Gegensatz dazu konstruiert die volkstümliche Überlieferung ihren legendären Sohn Maldix als gottlos, pflichtvergessen und roh.

### Frühe Neuzeit

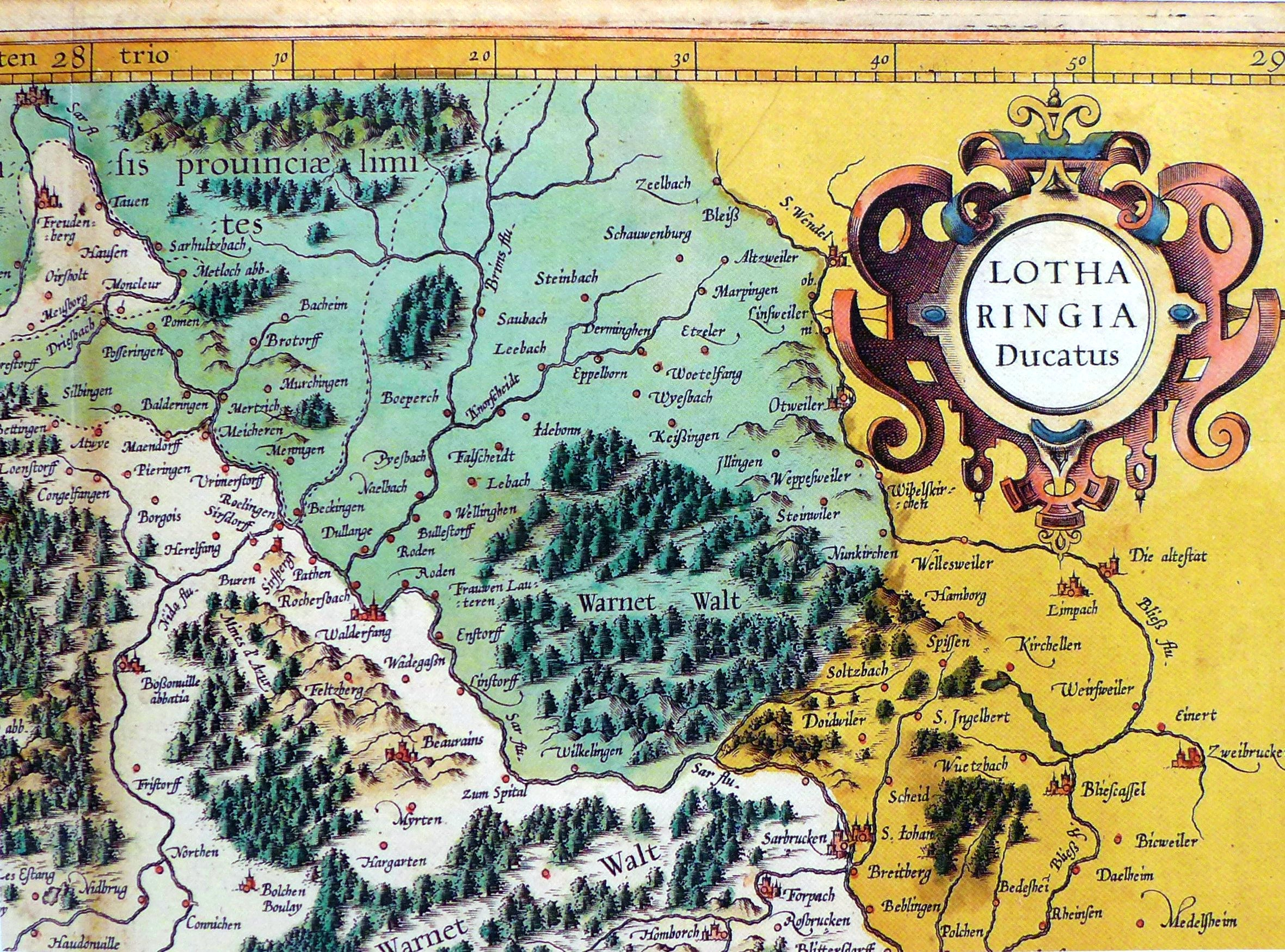
Darstellung des Nalbacher Tales auf einem Ausschnitt aus der Lothringen-Karte (nördlicher Teil) des Gerhard Mercator von 1564–1585 (Landesarchiv Saarbrücken, Sammlung Hellwig)

Die „Descriptio villarum“, das Zinsregister des Nalbacher Tales von 1514 bis 1522 nennt auch das Dorf Theter, das zwischen Bettstadt und Piesbach lag. Der Ort lag auf dem Gewann „Auf dem Schank“, wo heute die Piesbacher Kirche mit dem Friedhof und die Schulgebäude liegen.
Bettstadt umfasst laut der „Descriptio villarum“ vier Häuser, Theter ebenfalls vier Häuser und Piesbach neun Häuser.

#### Hexenprozesse

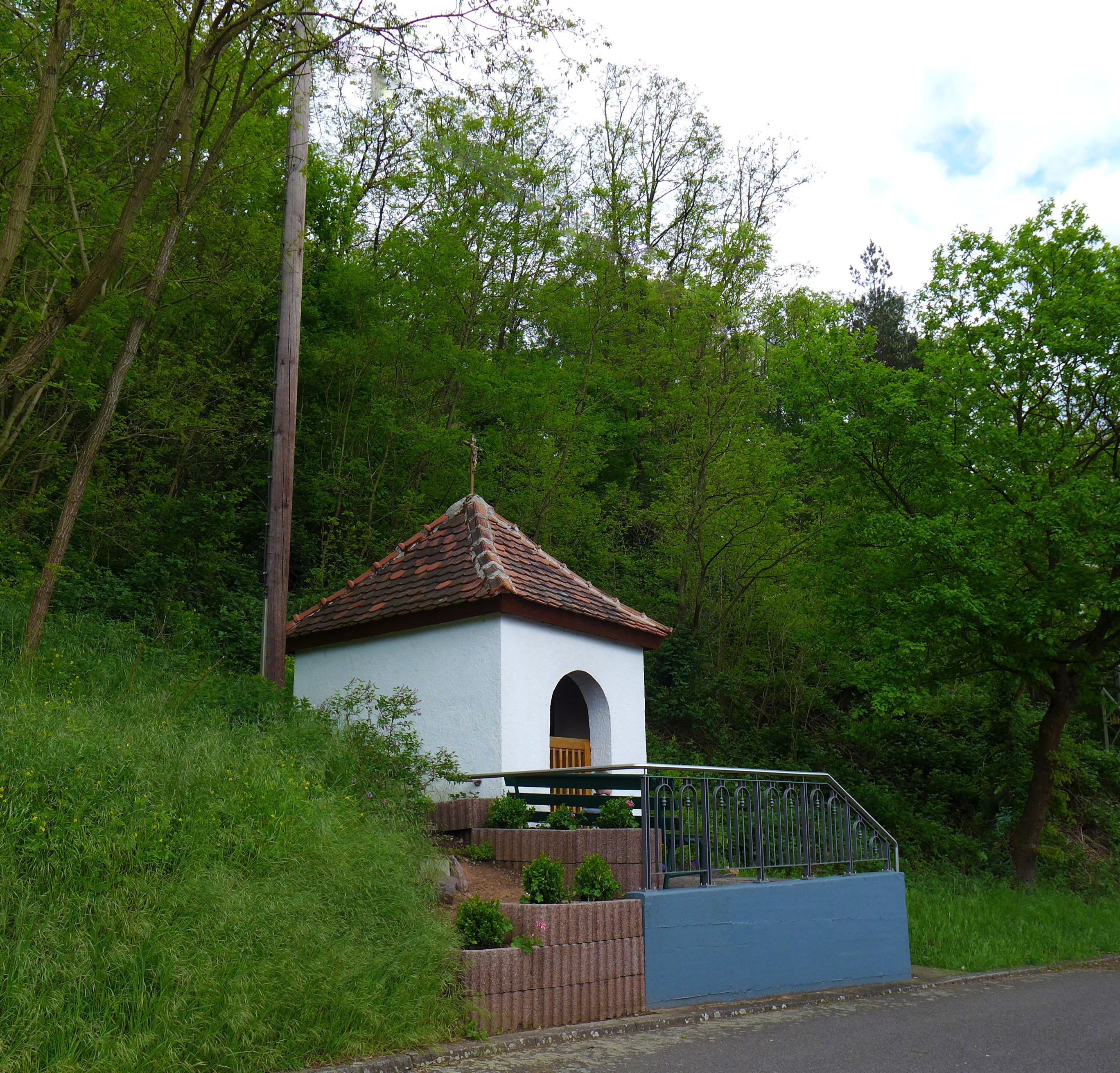
Nalbacher Galgenberg (Gälgesberg) mit Josefskapelle (errichtet 1946 zur Erinnerung an das Ende des Zweiten Weltkrieges)

Mit dem Beginn der frühen Neuzeit breitete sich auch im Nalbacher Tal der Hexenwahn aus, der besonders in den Jahren 1570 bis 1634 stark wütete. Besonders der herzoglich lothringische Oberrichter Nikolaus Remigius gelangte bei der Ausrottung der vermeintlichen Hexen und Teufelsanbeter zu trauriger Berühmtheit. Im Gebiet des heutigen Saarlandes waren nachweislich ca. 500 Menschen in einen Hexenprozess verwickelt.
Hochrichter im Nalbacher Tal waren zu der Zeit der Prozesse der Herr zu Dillingen und der kurtrierische Amtmann der Grimburg. Angeschuldigte wurden vom Hochgerichtsmeier verhaftet und dem Meier der Grundherren übergeben. Dieser führte den Angeschuldigten unter Bewachung in das Dillinger Schloss. Im Dillinger Schloss wurden dann auch alle Vernehmungen, Zeugenanhörungen und Folterungen binnen 45 Tagen (sechs Wochen und 3 Tage) durchgeführt. Konnte der Angeschuldigte in dieser Zeit nicht überführt werden, mussten die Hochrichter die entstandenen Mehrkosten tragen. Deshalb war man bestrebt, stets einen „kurzen Prozess“ zu machen.
Im Falle eines Geständnisses, wurde der Termin der Hinrichtung auf dem Nalbacher Galgenberg festgesetzt. Am Tag der Hinrichtung wurde der Verurteilte von den Dillinger Schützen bis zur Dieffler Banngrenze (heute Judenfriedhof) gebracht und dort den Nalbacher Schützen übergeben. Auf einem Wagen wurde der Delinquent dann von den beiden Schützengruppen über Diefflen nach Nalbach gefahren, wo er am Pranger öffentlich ausgestellt wurde. Nach einer öffentlichen Verlesung des Urteils wurde der Delinquent zum Galgenberg geführt und dort getötet. Die Nalbacher Straße „Am Gälgesberg“ erinnert bis heute an die Hinrichtungsstätte.
Folgende Hexenprozesse des Nalbacher Tales sind urkundlich überliefert:
- 1575: sowie 1591/1592 mehrere Personen des Nalbacher Tales / unbekannter Ausgang des Verfahrens
- 1595: ein Mann (Theisen Johann alias Keuch Johann, Schöffe im Nalbacher Tal) aus Diefflen
- 1595: eine Frau (Schmits Anna) aus Piesbach (Das Testament der Frau des Nalbacher Schöffen Schmitz Matheiß aus Piesbach ist im Nalbacher Schöffenbuch eingeheftet)[23]
- 1602: ein Mann (Ciriakus) aus Körprich
- ca. 1605: ein Mann aus Piesbach (Heinsen Michel) und eine Frau (die alte Kremers) aus Körprich
- 1609: ein Mann (Eschen Peter) aus Diefflen, der zusätzlich zum Vorwurf der Zauberei, mutmaßlich auch mit seinem Pferd sexuell verkehrt haben soll und deshalb zusammen mit seinem Pferd hingerichtet wurde. Dabei wurde alles zur Tötung des Pferdes Benötigte extra angefertigt, da nach damaliger Sitte niemand ein Werkzeug, das ein Scharfrichter gebraucht hatte, zur normalen Arbeit wieder verwendet oder auch nur angefasst hätte.[24][25][26]
- 1611: ein Mann und eine Frau aus Körprich / unbekannter Ausgang des Verfahrens
- 1602: Anschuldigungen gegen Lentz Theis aus Nalbach und Michel aus Bilsdorf
- 1611: Anschuldigungen gegen Laukas aus Körprich und seine Frau sowie den Meier aus Nalbach und seine Frau[27]

Im Prozess gegen den Nalbacher Schöffen Theisen Johann (alias Keuch Johann) hatte dieser bei der Folterung angegeben, der Körpricher Hoxberg sei der lokale Treffpunkt der Hexen des Nalbacher Tales. Hier hätte die Zauberversammlung den teuflischen Plan geschmiedet, „alles Getreid uff Erden zu verderben.“
Als weitere angebliche Treffpunkte in der Umgebung wurden die Reimsbacher Heide und der Singbrunnen bei Düppenweiler angegeben. Der Litermont wird in keiner Akte als Hexenversammlungsplatz genannt.
Den Vollzug der Hinrichtungen (Verbrennung bei lebendigem Leibe oder nach bereits vollzogener Hinrichtung) besorgte jeweils ein Henker (Nachrichter) aus Roden, da Nalbach keinen eigenen Scharfrichter bzw. Nachrichter zur Folterung oder Hinrichtung unterhielt.

#### Dreißigjähriger Krieg

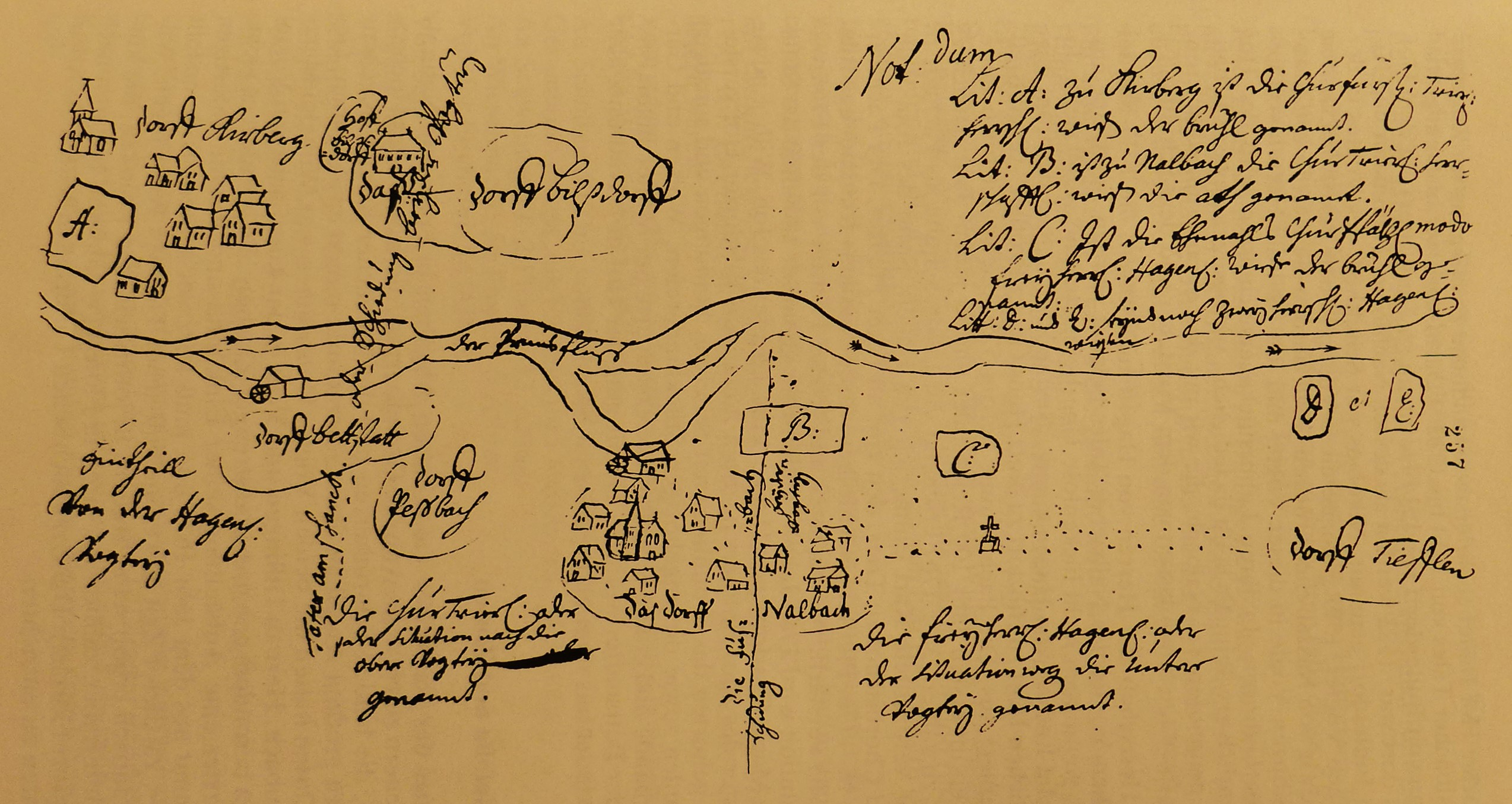
Skizze des Nalbacher Tales aus dem Jahr 1735; in der Mitte der Lauf der Prims mit zwei Mühlen; am linken Primsufer die Dörfer Körprich und Bilsdorf; am rechten Primsufer Bettstadt, Piesbach, Theter, Nalbach und Diefflen; Oben ist Südosten, Die Skizze dürfte vom Standpunkt des heutigen Nalbacher Friedhofes aus gezeichnet worden sein; Die Großbuchstaben bedeuten: A= Die Körpricher Brühlwiese im Besitz des Trierer Kurfürsten, B= Die Nalbacher Athwiese im Besitz des Trierer Kurfürsten, Die Nalbacher Brühlwiese im Besitz der Kurpfalz bzw. des Freiherren von Hagen, D und E= Zwei Wiesen der Herrschaft von Hagen (Landesarchiv Saarbrücken, Bestand Münchweiler, Nr. 367, S. 257)

Im Dreißigjährigen Krieg kam es im Nalbacher Tal zu schweren Verwüstungen durch schwedische, französische und kroatische Truppen. Zwei Drittel der Talbevölkerung wurden getötet oder mussten fliehen. Die Bettstadter Mühle wurde im Krieg zerstört. Am 15. Juli 1658 verpachtete Antoinette de Savigny, Herrin von Dillingen, und Besitzerin der Bettstadter Mühle, die Ruine an den Müller Martin von Bettstadt mit der Verpflichtung, diese wieder aufzubauen. Antoinette de Savigny war eine Enkelin des Vogtes Wilhelm Marzloff von Braubach. Sie war verheiratet mit Franz de Lénoncourt-Blainville (Haus Lenoncourt). Nach der Zerrüttung der Ehe blieb Antoinette mit ihrem Sohn alleine im Dillinger Schloss zurück, während Franz de Savigny an den Hof des Herzogs von Lothringen nach Nancy ging und dort bis zu seinem Tod im Jahr 1664 blieb. Sein Sohn Charles Henri de Lénoncourt wurde 1664 mit der Dillinger Herrschaft belehnt, war Vogt der obersten und untersten Vogtei des Nalbacher Tales und gründete im Jahr 1685 die Dillinger Hütte, die bis zum heutigen Tag einer der größten Arbeitgeber des Nalbacher Tales ist.
Den Besitz der Bettstadter Mühle verzeichnete Charles Henri de Lénoncourt im Jahr 1681 in seinem Lehsstückeverzeichnis:

„Wir besitzen allein eine Mühle mit einem Mahlgang bei dem Dorfe Betstat, in der unsere Untertanen verpflichtet sind zu mahlen außer denen von Diefflen und Nalbach“

Im Jahr 1711 wurden die Herren von Hagen zur Motten Vögte in der kurpfälzischen Vogtei des Nalbacher Tales, der obersten und untersten Nalbacher Vogtei. Damit waren sie auch Besitzer der Bettstadter Mühle, die sie bis zur Französischen Revolution behielten.
Nach dem Wiederaufbau der kriegszerstörten Bettstadter Mühle durch den Müller Martin, war das Anwesen bis zum Jahr 1734 im Pachtverhältnis dem Johann Müller (Bettschder Hans), bis 1790 dem Nikolaus Müller und nach 1790 dem Jakob Bilsdorfer (1755–1843), der in die Familie Müller eingeheiratet hatte, überlassen. Mit dem Ende der Feudalverhältnisse in der Französischen Revolution konnte Jakob Bilsdorfer die Mühle erwerben. Ebenso erwarb er im Jahr 1806 von der Stiftsdame Anna Maria Charlotte von Hagen den Bilsdorfer Hof mit Wohngebäuden, Scheunen, Stallungen, Nebengebäuden, Äckern, Wiesen und Gärten. Sein Sohn besaß die Mühle bis zum Jahr 1864. Der nächste Mühlenbesitzer, Peter Draeger kam durch Einheirat in die Familie Bilsdorfer in den Besitz der Mühle. Als er am 13. Dezember 1885 das durch Eis blockierte Mühlrad freihacken wollte, begann sich dieses zu drehen und zerquetschte den Müller. Der Sohn Peter Draeger betrieb die Mühle dann noch bis 1890 und verkaufte sie an Peter Feld aus Landsweiler, der sie im Jahr 1905 endgültig stilllegte. Das Anwesen dient heute als Wohnhaus.

#### Reunionspolitik
Um das Jahr 1664 war Charles Henri Gaspard de Lenoncourt, Marquis de Blainville, Herr von Dillingen, († 1713), ein hoher lothringischer Adeliger und Gründer der Dillinger Hütte, Vogt in der kurpfälzischen Vogtei des Nalbacher Tales geworden. Er besorgte im Jahr 1681 die sogenannte Reunierung des Nalbacher Tales mit dem Königreich Frankreich unter König Ludwig XIV. Ziel dieser Reunionspolitik war es, dass Gebiete des Heiligen Römischen Reichs, die nach französischer Auffassung mit bestimmten, unter französischer Souveränität stehenden Territorien rechtlich verbunden waren, mit Frankreich „wiedervereint“ werden sollten. Auf diese Weise wurden bis 1688 große Teile des heutigen Saarlandes und seiner Nachbargebiete in den französischen Staat eingegliedert, da das Heilige Römische Reich zu einem militärischen Widerstand nicht in der Lage war (nicht zuletzt wegen des gleichzeitigen Türkenkrieges). Im Jahr 1697 erhielt das Heilige Römische Reich die französischen Reunionen im Saarland, darunter auch die Talorte mit Piesbach und Bettstadt, durch den Frieden von Rijswijk jedoch wieder zurück.

#### Auswanderungen
Aufgrund der schlechten Lebensverhältnisse im Nalbacher Tal kam es um 1750 zu einer Auswanderungswelle in das von den Türkenkriegen entvölkerte Ungarn. Die Regierung des Kaisers in Wien versuchte, Neusiedler für die verheerten Gebiete in der ungarischen Tiefebene zu werben. Mit der Versprechung von kostenlosem Acker- und Bauland, Baumaterial, Saat- und Pflanzgut für Getreide und Wein, Steuerfreiheit in den ersten Siedlungsjahren, freiem Transport mit Verpflegung und medizinischer Betreuung von den Sammelstellen bis nach Ungarn sollten Auswanderungswillige gefunden werden. Die Saarregion stellte mit 5000 Auswanderern einen nicht unbeträchtlichen Teil. Das Nalbacher Tal entließ damals 96 Bewohner vom Kleinkind bis zum Greis. Aus Nalbach kamen 36 Auswanderer, aus Piesbach 34, aus Körprich 20 und aus Bilsdorf 6. Ob Diefflen Auswanderer stellte, ist bisher unbekannt. Die Auswanderungen begannen um 1750 und zogen sich bis nach 1780 hin. Hauptschübe waren im Jahr 1751 und 1766.

#### Französische Revolution
Nachdem Frankreich im Jahr 1792 Österreich den Krieg erklärt hatte, bezog Österreich Stellung im Nalbacher Tal. In der Folgezeit kam es zu Gefechten zwischen Österreichern und Franzosen und zu Plünderungen der Talgemeinden. Im Jahr 1794 konnte das revolutionäre Frankreich das Nalbacher Tal besetzen und gliederte Körprich mit den übrigen Talgemeinden seinem Herrschaftsgebiet ein. Seit 1798 gehörte Piesbach mit dem Nalbacher Tal zum Département de la Sarre (Saardepartement). Mit dem Sturz Napoleon Bonapartes war das Nalbacher Tal durch den Ersten Pariser Frieden nicht mehr Teil Frankreichs. Es unterstand einer österreichisch-bayerischen Landesadministrationskommission, die am 16. Januar 1814 mit Sitz in Kreuznach installiert worden war. Dies war als Provisorium gedacht, da noch nicht abschließend geklärt war, welcher Macht das Nalbacher Tal als Teil der zurückgewonnenen linksrheinischen deutschen Gebiete zufallen sollte. Das bedeutete, dass die östliche Banngrenze von Dillingen und Pachten und die westliche Banngrenze von Diefflen für mehr als ein Jahr zugleich Staatsgrenze war.

### Übergang zum Königreich Preußen
Nach der Rückkehr Napoleons und dessen endgültiger Niederlage bei Waterloo am 18. Juni 1815 sowie seiner Verbannung auf die Insel St. Helena wurden im Zweiten Pariser Frieden auch Dillingen und Pachten von Frankreich abgetrennt und mit dem gesamten Nalbacher Tal an das Königreich Preußen (Rheinprovinz) übergeben.
Das gesamte Nalbacher Tal war unter der preußischen Verwaltung zunächst dem Landkreis Ottweiler zugeteilt worden. Am 1. Juli 1816 kam es dann vom Landkreis Ottweiler zum Landkreis Saarlouis. Laut Volkszählung des Jahres 1821 hatte das Nalbacher Tal 335 Häuser, 375 Haushaltungen und 1950 Einwohner.
Von 1821 bis 1829 wurde das Nalbacher Tal von der Bürgermeisterei Fraulautern aus in Personalunion verwaltet, da die aus sechs Dörfern bestehende Samtgemeinde Nalbacher Tal (als Rechtsform 1815 gegründet) die Verwaltungskosten für das Bürgermeisteramt nicht aufbringen konnte. Zu der Samtgemeinde gehörten alle Nalbacher Talgemeinden. Ab 1830 ging die Bürgermeisterverwaltung des Nalbacher Tales von Fraulautern an Saarwellingen (Personalunion) über und dauerte bis zum 31. Dezember 1899 an.
Dabei bildeten Nalbach und Saarwellingen eine Doppelbürgermeisterei unter der Leitung des Bürgermeisters von Saarwellingen.
Mit der Auflösung der Samtgemeinde Nalbacher Tal wurden Piesbach und Bettstadt im Jahr 1858 zur Gemeinde Piesbach-Bettstadt zusammengefasst.

### 20. Jahrhundert

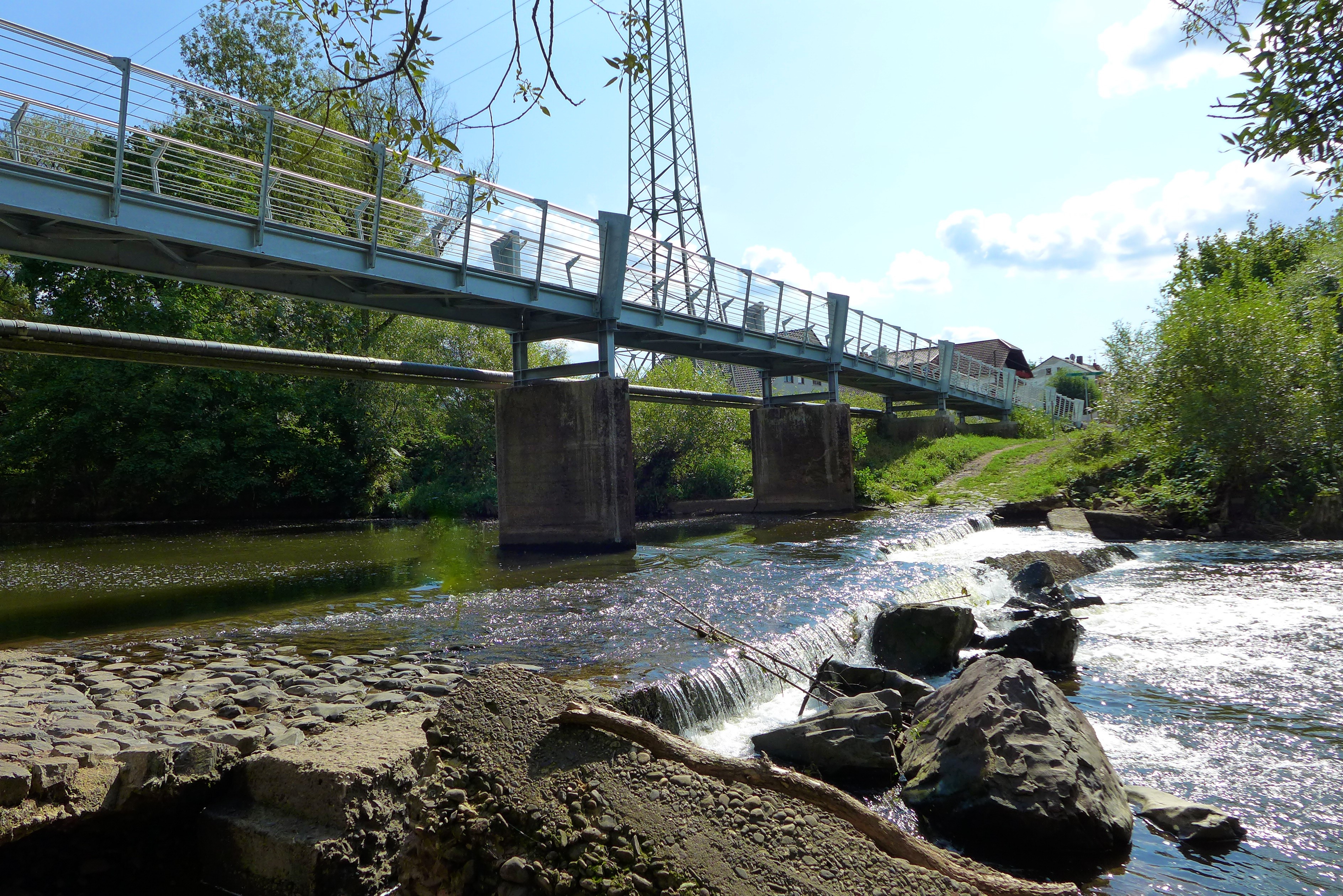
Der am 30. August 2018 nach zweijähriger Sperrung eröffnete neue Primssteg

In den Jahren 1899–1901 wurde das Nalbacher Tal mit dem Bau der Eisenbahnstrecke Dillingen/Saar-Primsweiler an das Eisenbahnnetz angeschlossen. Für die Gemeinden des Nalbacher Tales gab es nun einen Bahnhof Nalbach, der allerdings auf Saarwellinger Gemarkung lag und einen Haltepunkt in Körprich. Zur Erreichung dieses Bahnhaltes von Piesbach aus errichtete die Gemeinde Piesbach im Jahr 1923 an der Bettstadter Mühle den „Bettschder Steg“ über die Prims. Im Jahr 1940 wurde der bisher hölzerne Steg durch einen eisernen ersetzt. Bei ihrem Rückzug zerstörten die Truppen der deutschen Wehrmacht im Frühjahr 1945 diesen Steg. Nach dem Krieg wurde der Steg notdürftig repariert, bevor im Jahr 1956 eine neue Fußgängerbrücke aus Beton über die Prims gebaut wurde.
Die Personenbeförderung auf der Eisenbahnstrecke Dillingen-Primsweiler wurde von der Deutschen Bundesbahn mit dem 1. Juni 1980 eingestellt. Die Strecke wird allerdings zum Güterverkehr weiter befahren.
Im Jahr 1912 wurde die Straßenbahnlinie Dillingen-Diefflen-Nalbach eröffnet (1955 Stilllegung zu Gunsten von Autobussen).
Im Ersten Weltkrieg starben 47 Soldaten aus Piesbach-Bettstadt.

#### Saargebiet
Durch den Friedensvertrag von Versailles wurde Piesbach mit dem Nalbacher Tal als Teil des Saargebietes ab 1920 dem Völkerbund unterstellt und kehrte erst 1935 nach der Volksabstimmung vom 13. Januar zum Deutschen Reich zurück.
Der Anschluss Piesbachs an das elektrische Stromnetz erfolgte in den Jahren bis 1918. Die ersten 15 Straßenlaternen gingen im Jahr 1925 in Betrieb. Im selben Jahr wurde eine zentrale Wasserleitung mit Hausanschlüssen gebaut.

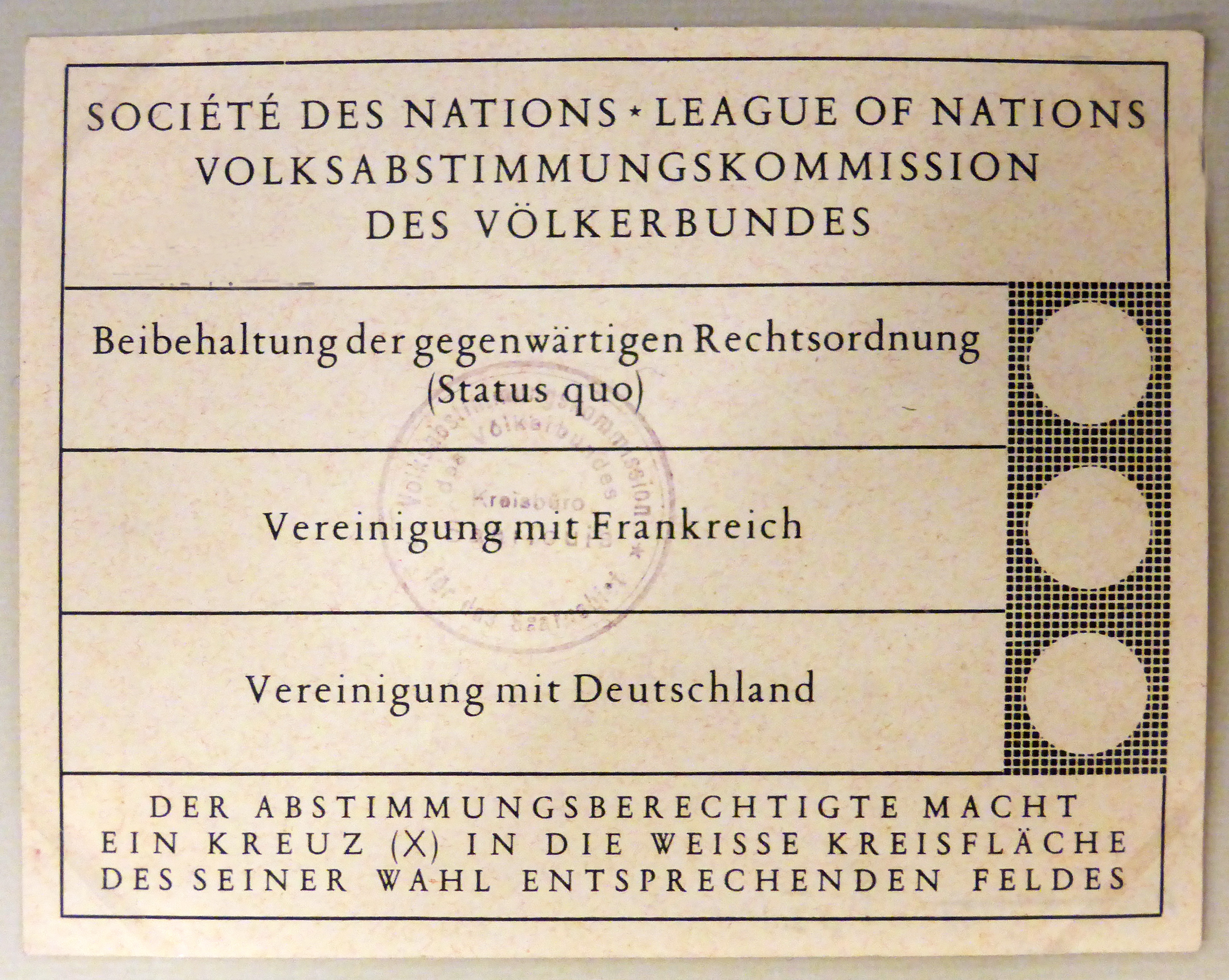
Stimmzettel zur Saarabstimmung 1935

Für die Gesamtgemeinde Nalbach mit Diefflen, Piesbach, Bildsorf und Körprich waren die Abstimmungsergebnisse der Volksabstimmung vom 13. Januar 1935 folgendermaßen:
- Stimmberechtigte: 6.191
- Abgegebene Stimmen: 6.140
- Gültige Stimmen: 6.105
- Weiße Stimmzettel: 23
- Ungültig gemachte Stimmzettel: 12
- Für den Anschluss an die Französische Republik stimmten: 13 (= 0,2 %)
- Für den Status quo stimmten: 705 (= 11,6 %)
- Für die Rückgliederung an das Deutsche Reich stimmten: 5.387 (= 88,2 %)

#### Nationalsozialismus und Zweiter Weltkrieg

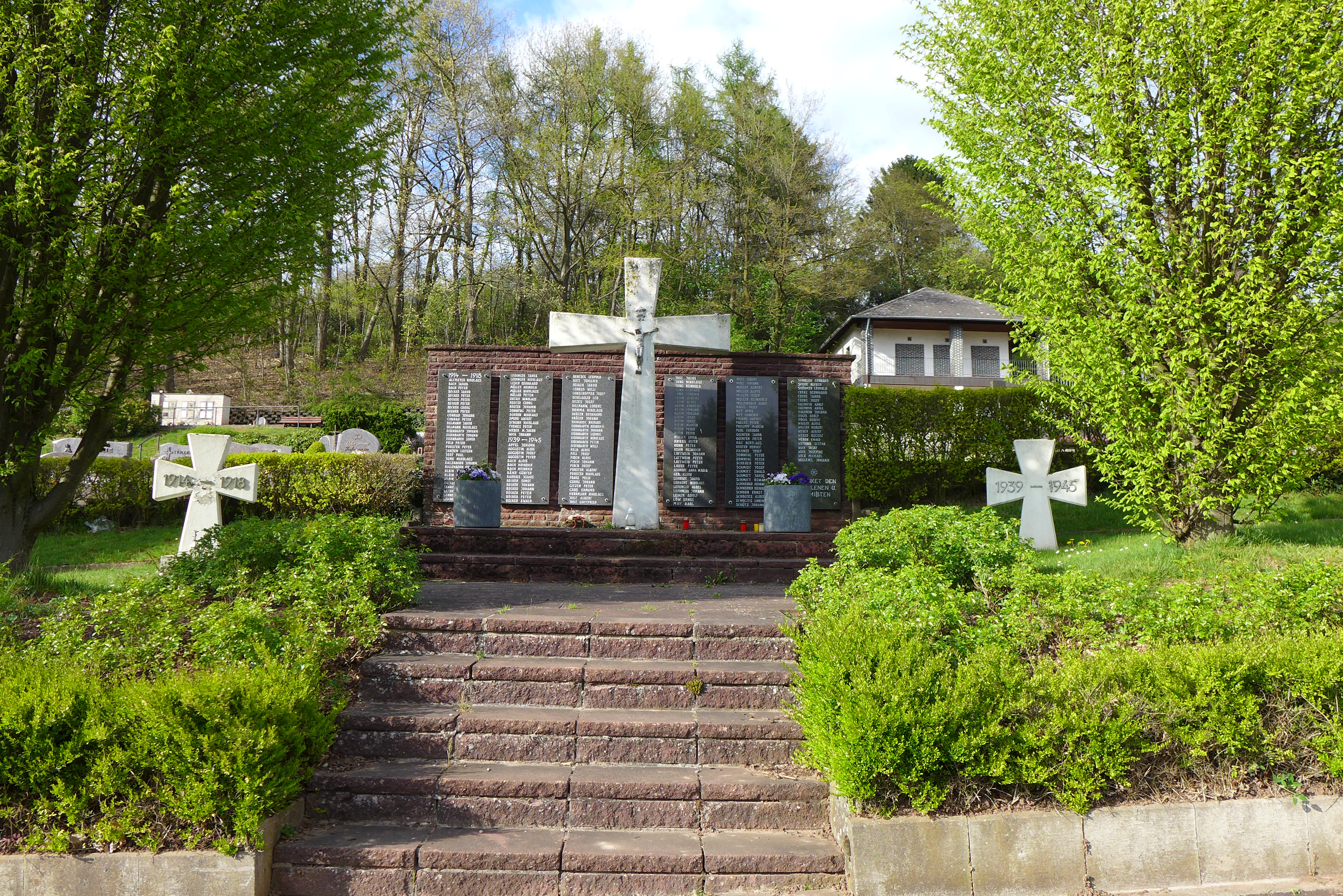
Piesbach, Gedenkstätte für die Piesbacher Toten der beiden Weltkriege des 20. Jahrhunderts

Gemäß dem Ergebnis der Volksabstimmung vom 13. Januar 1935 wurde Piesbach mit dem 1. März 1935 wieder Teil des Deutschen Reiches. Im Jahr 1937 wurde in Vorbereitung auf den Zweiten Weltkrieg die Entlastungsstraße Körprich-Dillingen errichtet. Sie sollte dazu dienen, Truppenteile der Wehrmacht aus dem Reich schnellstmöglich an die naheliegende französische Grenze zu transportieren. Ebenfalls zur Vorbereitung des Krieges wurde in den Jahren 1938/1939 ein Teilabschnitt des Westwall im Gemeindegebiet errichtet. Aus allen Teilen Deutschlands wurden Soldaten und Zivilarbeiter in Wohnhäusern einquartiert. Errichtet wurde ein Befestigungswall aus Betonbunkern, Höckerlinien und Panzergräben vom Hoxberg quer durch den Körprich in Richtung Piesbach und Litermont.
Im Jahr 1937 wurde unter der nationalsozialistischen Regierung Bettstadt an Piesbach angeschlossen und hieß jetzt amtlich „Gemeinde Piesbach“.
Mit dem Kriegsausbruch am 1. September 1939 wurde für Piesbach kein Räumungsbefehl gegeben, da es außerhalb der Roten Zone lag. Im Nalbacher Tal wurde nur Diefflen evakuiert.
Im Spätherbst 1944 erreichte die US-Armee die Saar. Der Artilleriebeschuss des Nalbacher Tales vom Limberg aus begann Ende November. Dem Evakuierungsbefehl kamen zahlreiche Piesbacher in der Hoffnung, sich von den US-Truppen überrollen zu lassen, nicht nach. Im Winter 1944/1945 kam es durch amerikanische Truppen zum Dauerbeschuss und zu Tieffliegerangriffen. Am 6. Dezember 1944 setzten die Amerikaner bei Dillingen mit Sturmbooten über die Saar. Nächstes Operationsziel der US-Armee sollte das Litermontgebiet zwischen Düppenweiler und Piesbach sein, um Piesbach von dort aus einnehmen zu können.
Zur Abwehr der deutschen Ardennenoffensive befahl General George S. Patton am 19. Dezember 1944, die Brückenköpfe Dillingen und Ensdorf zu räumen. Am 22. Dezember 1944 befanden sich am Vormittag die letzten Nachhuten der 90. US-Infanteriedivision am Westufer der Saar. Der Brückenkopf Dillingen war komplett geräumt.
Auf den Durchbruch im Westwallabschnitt zwischen Litermont und Hoxberg wurde verzichtet.
So wurden Dillingen und Pachten wieder von der deutschen Wehrmacht eingenommen. Die folgenden drei Monate bedeuteten für Dillingen, Pachten und das Nalbacher Tal nahezu pausenloses Artilleriefeuer und Fliegerangriffe mit großen Zerstörungen und Opfern unter der Zivilbevölkerung. Der größte Teil der noch verbliebenen Bevölkerung floh daraufhin in Richtung Schmelz, um aus der Kampflinie zu entkommen.
Um die amerikanischen Truppen aufhalten zu wollen, sprengten deutsche Truppen im März 1945 die Körpricher und die Nalbacher Brücke über die Prims. Der Plan der US-Amerikaner, Dillingen und das untere Primstal flussaufwärts erobern zu können, scheiterte am schweren Widerstand der Wehrmacht. Dabei wurden Saarlouis, Roden, Fraulautern und Dillingen durch Beschuss vom Limberg aus und bei Häuserkämpfen aufs Schwerste zerstört. Daraufhin fassten die US-Truppen den Beschluss, das Nalbacher Tal von Norden und Osten her einzunehmen. Piesbach wurde von Düppenweiler kommend eingenommen, nachdem die Wehrmachttruppen die Bunker aufgegeben hatten und sich ins noch unbesetzte Reichsgebiet abgesetzt hatten. Am 19. bzw. 20. März 1945 waren alle Talgemeinden von US-Truppen erobert und damit vom Nationalsozialismus befreit. In der zweiten Jahreshälfte 1945 lösten die Franzosen die US-Amerikaner bei der Besetzung des Nalbacher Tales ab.
132 Piesbacher (Soldaten und Zivilisten) waren in den Kämpfen des Krieges gestorben. Der US-Artilleriebeschuss hatte größeren Schaden an den Wohnhäusern, den beiden Schulgebäuden sowie der Kirche verursacht.

#### Saarstaat
Mit dem Inkrafttreten der Verfassung des Saarlandes am 15. Dezember 1947 wurde Piesbach Teil des Saarstaates.
Die Beseitigung der Kriegsschäden erfolgte in den späten 1940er und frühen 1950er Jahren. Im Jahr 1950 konnte die Ortsbeleuchtung wieder installiert werden. Sie war im Jahr 1944 abgebaut worden, um Metall für Rüstungszwecke gewinnen zu können. In den Jahren 1952 bis 1954 wurde ein neues Schulhaus errichtet in den Jahren 1957/1958 ein neuer Kindergarten.
Am 23. Oktober 1954 war zwischen dem deutschen Bundeskanzler Konrad Adenauer und dem französischen Ministerpräsidenten Pierre Mendès France das Abkommen zwischen den Regierungen der Bundesrepublik Deutschland und der Französischen Republik über das Statut der Saar ausgehandelt worden. Bis zum Abschluss eines Friedensvertrages mit Deutschland sah das Abkommen die Unterstellung des Saarlandes unter einen Kommissar der Westeuropäischen Union vor. Dieser sollte das Land nach außen vertreten. Die saarländische Regierung unter Ministerpräsident Johannes Hoffmann (Politiker, 1890) sollte jedoch weiter für die inneren Angelegenheiten zuständig und die wirtschaftliche Anbindung an Frankreich erhalten bleiben. Allerdings war auch eine engere wirtschaftliche Vernetzung mit der Bundesrepublik vorgesehen.

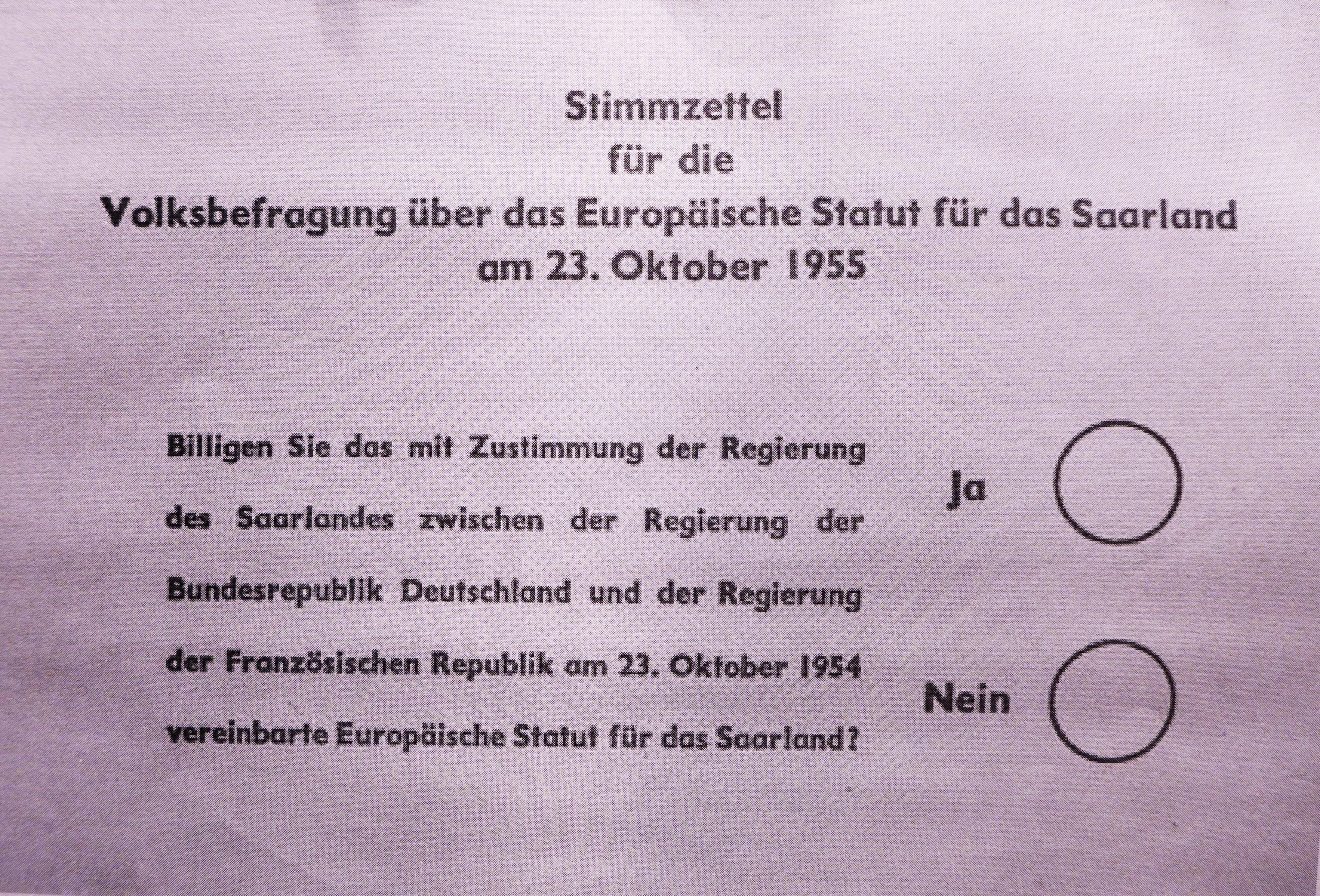
Stimmzettel für die Volksbefragung über das Europäische Statut für das Saarland am 23. Oktober 1955

Bei der Volksabstimmung zum Abkommen am 23. Oktober 1955 über das europäisches Statut des Saarlandes stimmten die Nalbacher Talgemeinden folgendermaßen ab:
- Nalbach: 569 Wahlberechtigte stimmten mit Ja; 1322 Wahlberechtigte stimmten mit Nein.
- Diefflen: 1151 Wahlberechtigte stimmten mit Ja; 1447 Wahlberechtigte stimmten mit Nein.
- Piesbach: 392 Wahlberechtigte stimmten mit Ja; 649 Wahlberechtigte stimmten mit Nein.
- Bilsdorf: 247 Wahlberechtigte stimmten mit Ja; 293 Wahlberechtigte stimmten mit Nein.
- Körprich: 229 Wahlberechtigte stimmten mit Ja; 689 Wahlberechtigte stimmten mit Nein.

(Der saarländische Landesdurchschnitt der Nein-Sager lag bei 67,7 %.) Durch die darauf folgenden Verhandlungen und den Luxemburger Vertrag vom 27. Oktober 1956, in dem Frankreich der Rückgliederung des Saarlandes unter westdeutsche Hoheit zustimmte, wurde die Gemeinde Piesbach zum 1. Januar 1957 politisch und am 6. Juli 1959 („Tag X“) wirtschaftlich der Bundesrepublik Deutschland angeschlossen.

#### Kiesabbau und Infrastruktur
Im Jahr 1966 gab der Piesbacher Gemeinderat seine Zustimmung zur Errichtung einer Kiesgewinnungs- und Aufbereitungsanlage an der Prims durch die Firma Arweiler, die bis heute besteht und die Primsaue zwischen Piesbach und Bilsdorf/Körprich stark verändert hat. In den Jahren 1971/1972 wurde eine Verbindungsstraße zwischen Piesbach und Düppenweiler ausgebaut. Die Mehrzweckhalle „Kirchberghalle“ an der Kirchenstraße errichtete man in den Jahren 1978/1979.

#### Kommunalreform
Am 18. Mai 1971 gab der Piesbache Gemeinderat seine Zustimmung zur Bildung einer Einheitsgemeinde Nalbach in den Grenzen des bisherigen Bürgermeistereibezirkes (Amtsbezirks). Am 1. Januar 1974 wurde Piesbach in die neugegründete Gemeinde Nalbach eingegliedert.

### 21. Jahrhundert

#### Bergbauschäden
Durch den Kohleabbau der Deutsche Steinkohle AG im Kohlefeld Primsmulde (Drei-Standorte-Konzept der Saarbergwerke AG seit 1988) kam es auch in Piesbach zu zahlreichen bergbaubedingten Erdbeben. Aus dem Gebiet Primsmulde Süd förderte das Unternehmen weit mehr als die Hälfte seiner damaligen Kohleförderung im Saarland. Es beschäftigte dort rund 3500 Bergleute.
Mit dem Jahreswechsel 2007/2008 nahm die Häufigkeit der Beben spürbar zu. Am 3. Januar 2008 wurde ein Beben mit der Stärke 3,4 auf der Richterskala gemessen. Die für die Beurteilung der Folgen wichtige Schwinggeschwindigkeit erreichte damals 42,3 Millimeter pro Sekunde. Am 23. Februar 2008 kam es durch einen Einsturz im Abbaufeld Primsmulde Süd zum bisher größten Erdbeben in der Geschichte des Saarlandes. In einer Tiefe von 1.500 Metern mit dem Epizentrum Bilsdorf erreichte das Beben eine Stärke von 4,0. Die Schwinggeschwindigkeit des Gesteins erreichte bis zu 93,5 Millimeter pro Sekunde. Nach Angaben der Polizei in Saarbrücken kam es zu Sachschäden an Gebäuden. Das Beben war im ganzen Landkreis Saarlouis zu spüren. Die bereits seit geraumer Zeit laufenden Protestbewegungen gegen den Kohleabbau in der Primsmulde erreichten unmittelbar darauf ihren Höhepunkt. Daraufhin wurde am 23. Februar 2008 von der saarländischen Landesregierung unter Ministerpräsident Peter Müller für das Bergwerk Saar ein Abbaustopp verfügt. Am 30. Juni 2012 endete die Steinkohleförderung im Bergwerk Saar und damit nach mehreren Jahrhunderten die Steinkohleförderung im Saarland.
Am 15. September 2014 kam es im Primstal zu einem bergbaubedingten Erdbeben der Stärke 2,7, das auch in Piesbach als explosionsartiger Knall zu spüren war. Das Epizentrum lag im Gebiet zwischen Saarwellingen und Bilsdorf. Vorwürfe, die Erschütterung sei eine Folge des Grubenwasseranstiegs, wies die RAG allerdings zurück. (Am stärksten war das Beben nach Angaben der RAG in Saarwellingen mit einer Schwinggeschwindigkeit von rund 3,6 Millimetern pro Sekunde. Die Schwinggeschwindigkeit am Schacht Primsmulde lag bei 7,5 Millimetern pro Sekunde.) Die Ursache des Bebens wurde im Bereich des ehemaligen Abbaugebietes Primsmulde in einer Tiefe von etwa 1400 Metern lokalisiert.

## Kirche

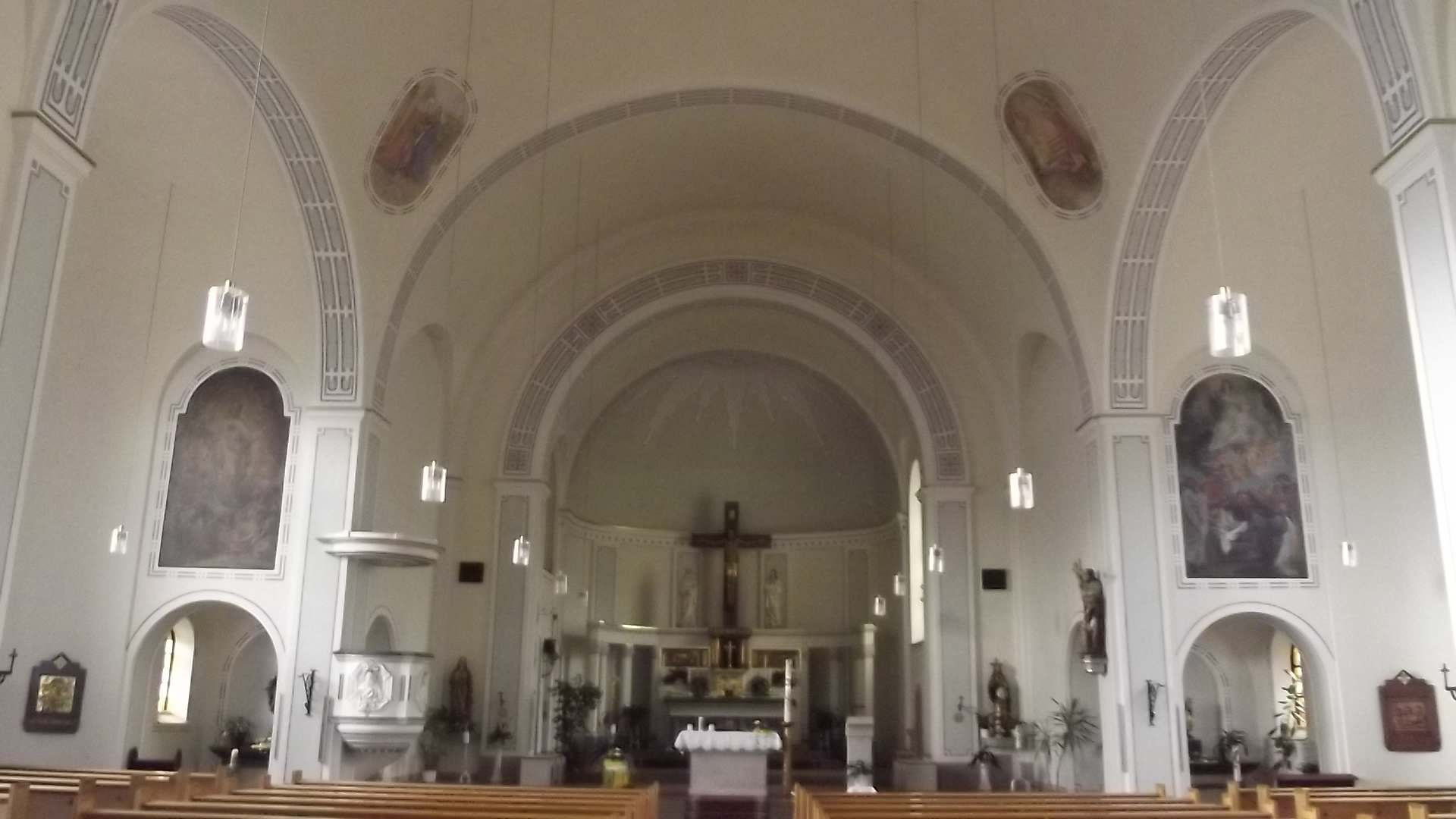
Piesbach, Kirche St. Johannes der Täufer, Kircheninneres

Die Nalbacher Pfarrkirche St. Peter und Paul war bis zum Beginn des 20. Jahrhunderts die einzige Pfarrkirche des Nalbacher Tales. Die Pfarrkirche St. Peter und Paul ist die Mutterkirche aller umliegenden sechs Dörfer des Nalbacher Tales: Diefflen, Piesbach mit Bettstadt, Bilsdorf und Körprich, der Nalbacher Siedlung Bierbach und außerdem der historischen untergegangenen Siedlungen Heuchlingen (heute zu Diefflen), Theter (heute zu Piesbach), Heisterbach und Heynschiet (beide heute zu Diefflen).
Nalbach wurde als Pfarrei erstmals im 11. Jahrhundert erwähnt. Das Stift St. Simeon in Trier besaß im Nalbacher Tal die Grundgerichtsbarkeit, das Steuererhebungsrecht und das Recht zur Besetzung der Pfarrstellen.
Im 18. Jahrhundert war in Piesbach eine kleine barocke Kapelle errichtet worden. Vor dem Ersten Weltkrieg wurde ein Kirchenbauverein gegründet. Durch den Kriegsausbruch im Jahr 1914 wurde ein Neubau verunmöglicht. Die Trierer Bistumsverwaltung erhob Piesbach mit Wirkung vom 7. März 1922 zur Pfarrvikarie von Nalbach. Zum Zweck des Neubaues einer eigenen Piesbacher Kirche stellte die Zivilgemeinde ein Grundstück „Auf dem Schank“ zur Verfügung. In den Jahren 1922–1924 wurde die Kirche St. Johannes der Täufer durch die Architektengemeinschaft Ludwig Becker & Anton Falkowski aus Mainz erstellt.

## Friedhöfe

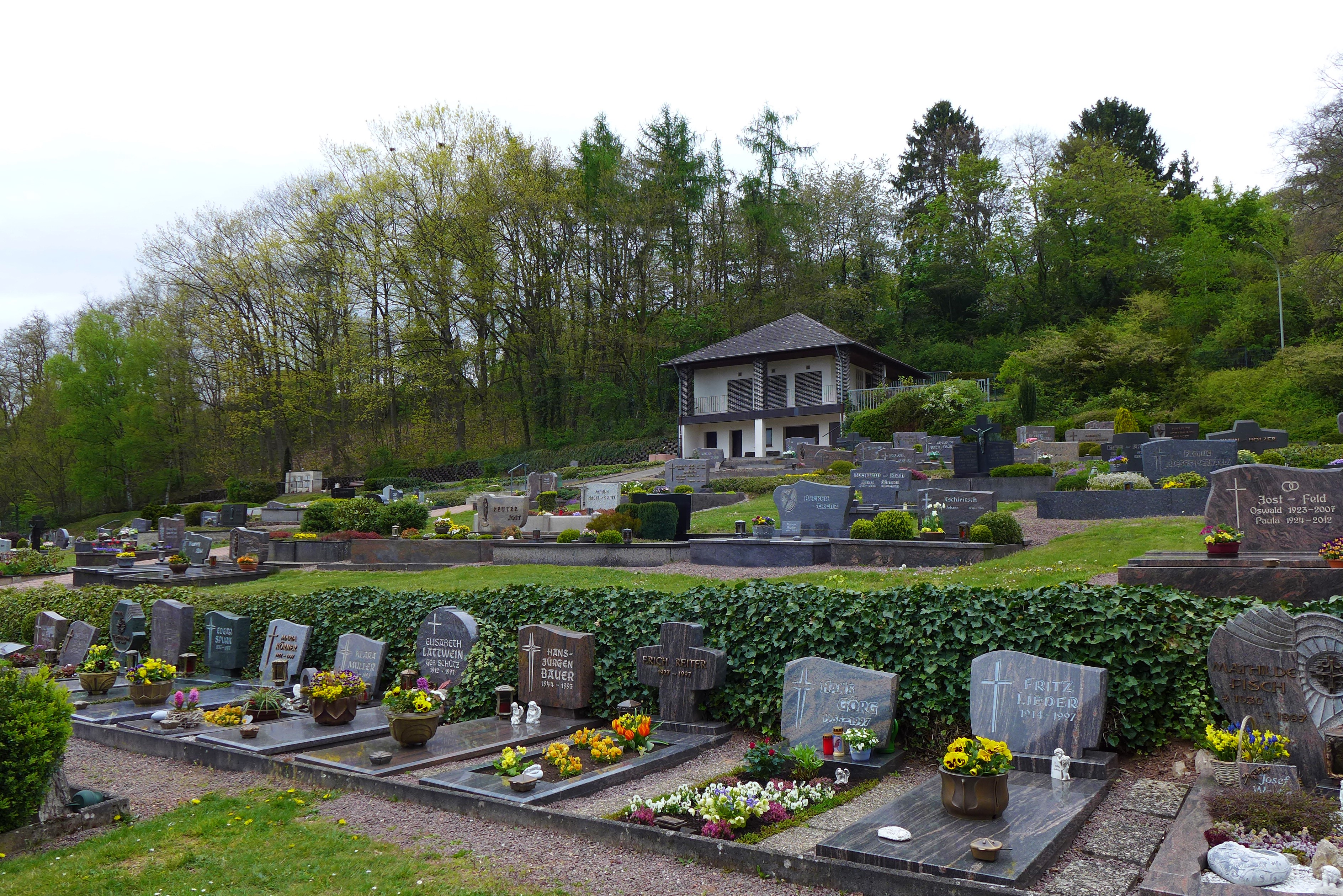
Piesbach, Friedhof

Im Mittelalter wurden alle Toten des Nalbacher Tales auf dem Nalbacher Kirchhof bestattet. Bestattungen bei der Körpricher Michaelskapelle gab es erstmals in den Jahren 1695 bis 1705, als Körprich, das von allen Nalbacher Talgemeinden am weitesten von der Nalbacher St. Peter und Paul entfernt lag, kirchlich eine größere Selbständigkeit gegenüber Nalbach anstrebte. Als im Jahr 1762 die gotische Nalbacher Kirche zugunsten eines barocken Neubaues abgerissen wurde und der Nalbacher Kirchhof deshalb nicht belegbar war, wurden für vier Wochen alle Toten des Nalbacher Tales auf dem Kirchhof der Körpricher Kapelle beerdigt. Anschließend benutzte man aber wieder den Nalbacher Kirchhof bis zum Jahr 1867, als in Körprich wieder der eigene Kapellenfriedhof benutzt wurde und man im Jahr 1868 in Nalbach den aktuellen Friedhof zwischen Fußbachstraße und Galgenberg anlegte. Dieser Friedhof war als Friedhof von Nalbach, Piesbach, Bettstadt, Bilsdorf und Diefflen konzipiert. Diese Funktion verlor er mit der Anlage von eigenen Friedhöfen in den einzelnen Dörfern des Nalbacher Tales im Zusammenhang mit der kirchlichen Abtrennung von der Nalbacher Mutterpfarrei. Der jahrhundertealte Kirchhof bei der Nalbacher Kirche wurde in der Folgezeit eingeebnet. Erst im Jahr 1921 legte man neben der heutigen Piesbacher Kirche einen Friedhof an. Im Jahr 1969 wurde eine Leichenhalle errichtet.

## Bildung

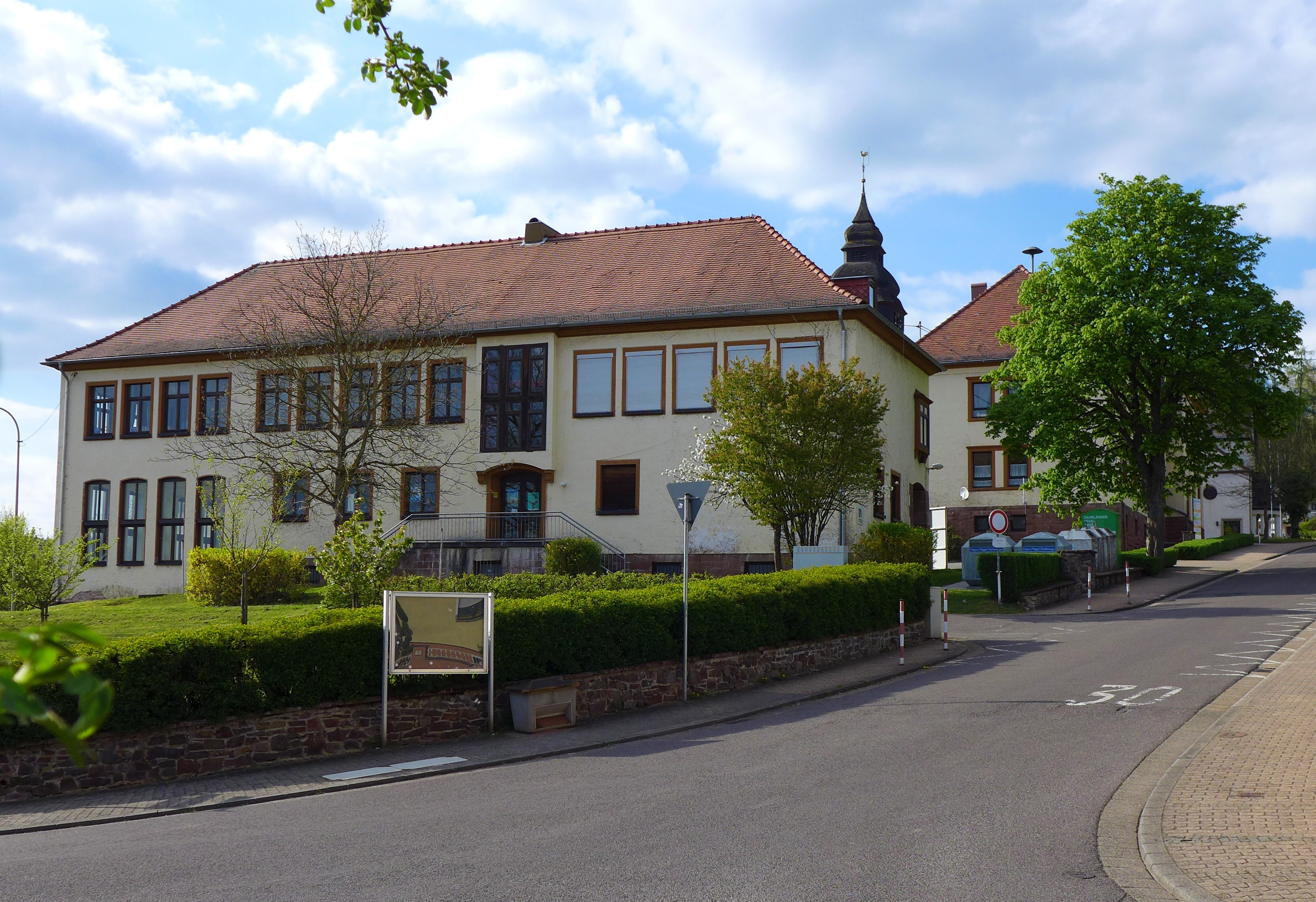
Piesbach, Ehemalige Schule auf dem Schank

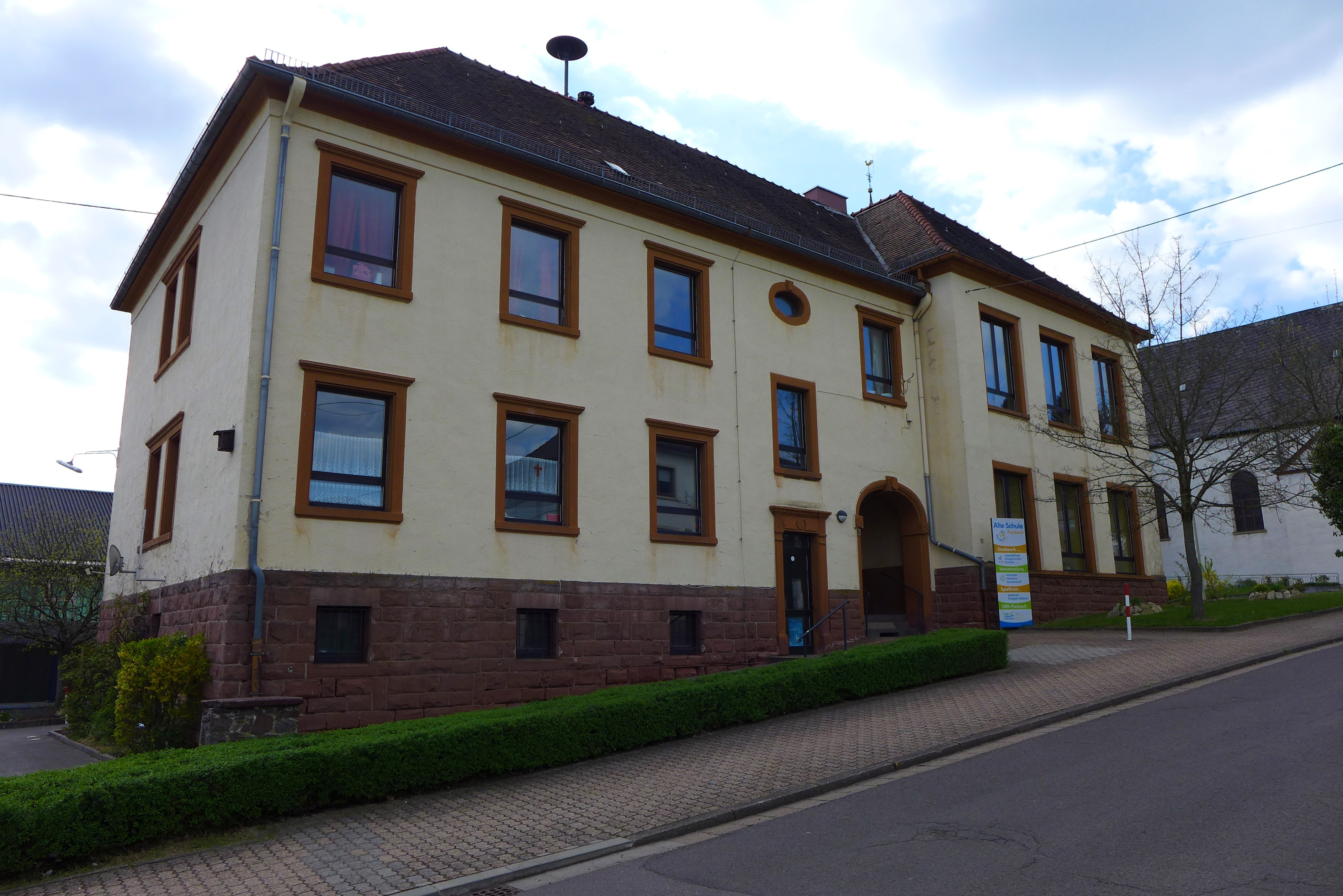
Piesbach, Ehemalige Schule auf dem Schank

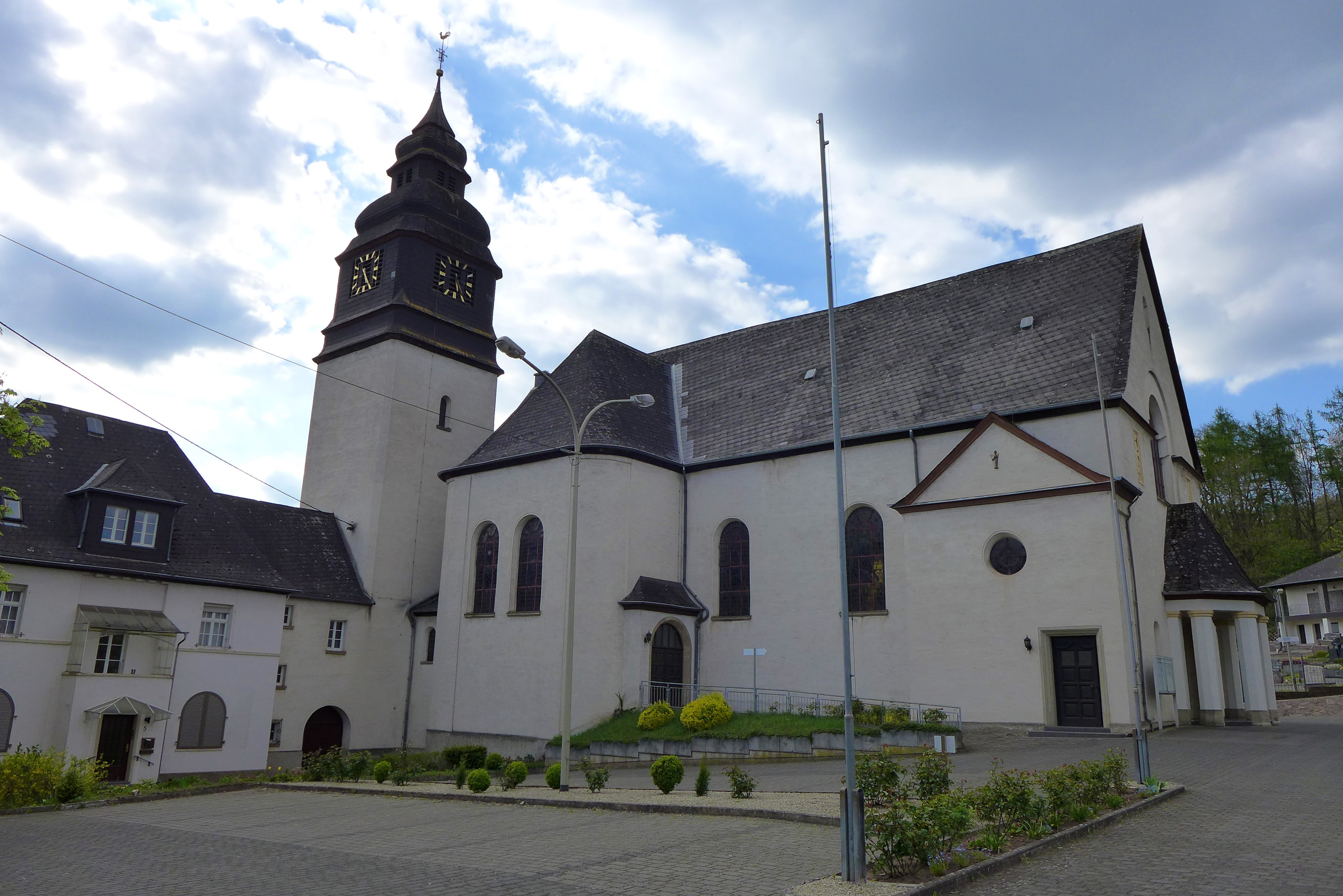
Piesbach, Kirche auf dem Schank

Im Jahr 1618 wurde im Nalbacher Tal durch Wilhelm Marzloff von Braubach die Einrichtung einer Schule mit Schulmeister verordnet.
Im Gefolge der Neuordnungen der Französischen Revolution wurden in allen Teilgemeinden des Nalbacher Tales eigene Schulen eingerichtet, die jedoch im Vergleich zu heutigen Verhältnissen eher behelfsmäßigen Charakter hatten. Mit dem Übergang des Nalbacher Tales an das Königreich Preußen im Jahr 1816 wurde offiziell die allgemeine Schulpflicht eingeführt. Im Jahr 1818 richtete man in Trier ein erstes Lehrerseminar ein und es wurden Pfarrschulinspektoren ernannt. Für die Bürgermeistereien auf der rechten Saarseite war dies der Nalbacher Pfarrer Matthias Kimmer.
Piesbach erbaute im Jahr 1818 im Gewann „Auf dem Schank“ ein erstes eigenes Schulhaus für die Kinder von Piesbach und Bettstadt. Bis dahin war der Unterricht in einem Privathaus erteilt worden. Als erster in Trier ausgebildeter Lehrer in Piesbach wird Johann Spurk erwähnt, der vorher schon die Piesbacher Winterschule geleitet hatte.
Das Piesbacher Schulhaus wurde in den Jahren 1870/1871 um einen Schulsaal und eine Lehrerinnenwohnung erweitert. Nun wurden in zwei Klassenräumen etwa 130 Kinder unterrichtet. Die Schülerzahl stieg bis zum Jahr 1898 auf nahezu 200 an. Etwa 70 % der Kinder waren Bergarbeiterkinder, deren Schulgeld von der Grubenverwaltung bezahlt wurde.
Im Jahr 1914 errichtete Piesbach beim ersten Schulhaus ein neues Schulgebäude mit vier Klassensälen. Im Zweiten Weltkrieg wurde das Schulhaus des Jahres 1818 stark, das Schulhaus des Jahres 1914 teilweise zerstört. Das neuere Schulhaus wurde wieder aufgebaut. Das ältere Schulgebäude ersetzte man in den Jahren 1952/1953 durch einen Neubau. Die Gebäude mit ihren Walmdächern im Stil der Heimatschutzarchitektur bilden zusammen mit der neobarocken Piesbacher Kirche St. Johannes der Täufer ein pittoreskes Ensemble. In den Jahren 1957/1958 errichtete man an der Bergstraße einen neuen Kindergarten. Seit dem Jahr 1970 schulte man die Klassen 7 bis 9 in der Hauptschule in Nalbach ein; seit 1972 auch die Klassen 5 und 6. Die Klassenstufen 1 bis 4 verblieben als Grundschule in Piebach.
Für das Treppenhaus des damals neu errichteten Schulgebäudes der Volksschule Piesbach (Kirchenstraße 3) entwarf der Künstler Karl Michaely (* 1922 in Elversberg/Saar; † 2007 in Dillingen/Saar) im Jahr 1953 ein großformatiges Wandmosaik (ca. 2,00 × 1,00 m) mit der Darstellung des heiligen Nothelfers Christophorus, der als Träger des Christuskindes auch als Schutzpatron der Kinder verehrt wird. Der laut der Legende riesenhafte Heilige ist in einfacher Bildsprache dargestellt, wie er auf seiner rechten Schulter Christus als Kind durch einen Fluss trägt. Die nackten Füße im Wasser, von Wellen und Fischen umgeben, stützt sich Christophorus mit seiner Linken auf einen als Stab dienenden Baumstamm mit Wurzelwerk. Wie die Legende berichtet, drückt die Last auf seiner Schulter immer schwerer, was sich in den angestrengten Gesichtszügen des Heiligen in der Darstellung Michaelys widerspiegelt. Christus wird durch die Kosmoskugel in seiner Linken, die im Segensgestus erhobene rechten Hand sowie einen Nimbus gekennzeichnet. Michaely reduzierte die Farbpalette deutlich auf Blau- und Brauntöne sowie die Inkarnatfarben. Konturen und Gewandfalten sind wie bei mittelalterlichen Emailarbeiten in dünnen schwarzen Linien angelegt. Das Rot der Weltkugel des Christuskindes und das Gelb seines Heiligenscheines setzen leuchtende Farbakzente.
Zum Ende des Schuljahres 2007/2008 wurde auch die Piesbacher Grundschule geschlossen und eine neu errichtete, zentrale Grundschule für die ganze Gemeinde in Nalbach eröffnet.

## Sehenswürdigkeiten
- Die alte Schmiede in der Hauptstraße 87. Sie wurde um das Jahr 1800 von Jakob Becker erbaut. Dessen Sohn Johannes Becker (* 1826), ebenfalls Schmied, fertigte im Jahr 1852 in dieser Schmiede das Litermontkreuz. Dieses wurde mit dem Pferdewagen feierlich zum Litermont gebracht und als Gipfelkreuz aufgestellt. Johann Becker (* 1863), Sohn von Johannes, renovierte im Jahr 1902 ebenfalls in dieser Schmiede das Litermontkreuz, nachdem es durch einen Orkan beschädigt worden war. Die Schmiede wurde 2009 neu gestaltet. Es finden Vorführungen statt.
- Ein Biotop liegt an der Litermontstraße neben dem Wochenendgebiet gegenüber dem Klingelborn. Man kann das Biotop auch über einen Gipfeltourweg des Litermonts erreichen.
- Ein Wildgehege liegt an der Litermontstraße gegenüber dem Wochenendgebiet. In diesem Wildgehege sind Rehe, Rehkitze und Rehböcke zu sehen.
- In Piesbach hat sich in der Rosengartenstraße eines der ältesten Profangebäude des Nalbacher Tales erhalten. Das ehemalige Bauernhaus mit giebelständiger Fassade wurde im Jahr 1578 errichtet und verfügt in einer Wohnstube und in der Küche über auf Pfeilern ruhende Wandbögen. Auf einem Fenster mit hohlkehligem Gewände ist die Jahreszahl 1578 eingehauen.[72]
- An der Ecke Hauptstraße/Rosengartenstraße hat sich ein Dreifaltigkeitskreuz bzw. ein Gnadenstuhl-Motiv aus dem Jahr 1821 erhalten. Oberhalb des Kruzifixus sieht man Gottvater mit einem dreieckigen Nimbus mit Strahlenkranz sowie Szepter und Kosmoskugel. Zu den Füßen des Gekreuzigten ist in einer Gloriole die Taube des Heiligen Geistes dargestellt. Die heute nicht mehr sichtbare Inschrift des Schaftsockels lautete: „Gegrüß sein Jesu du Heil“.(sic!) Die Inschrift des Podestes lautete: „Aufgericht durch Paulus Lehnert Sohn des Jacobus Lehnert und Susana Becker 1821“ (sic!). Das Kreuz soll aus Dankbarkeit für eine glückliche Überfahrt nach Amerika im Auftrag einer Auswandererfamilie errichtet worden sein.[73]

Sehenswürdigkeiten
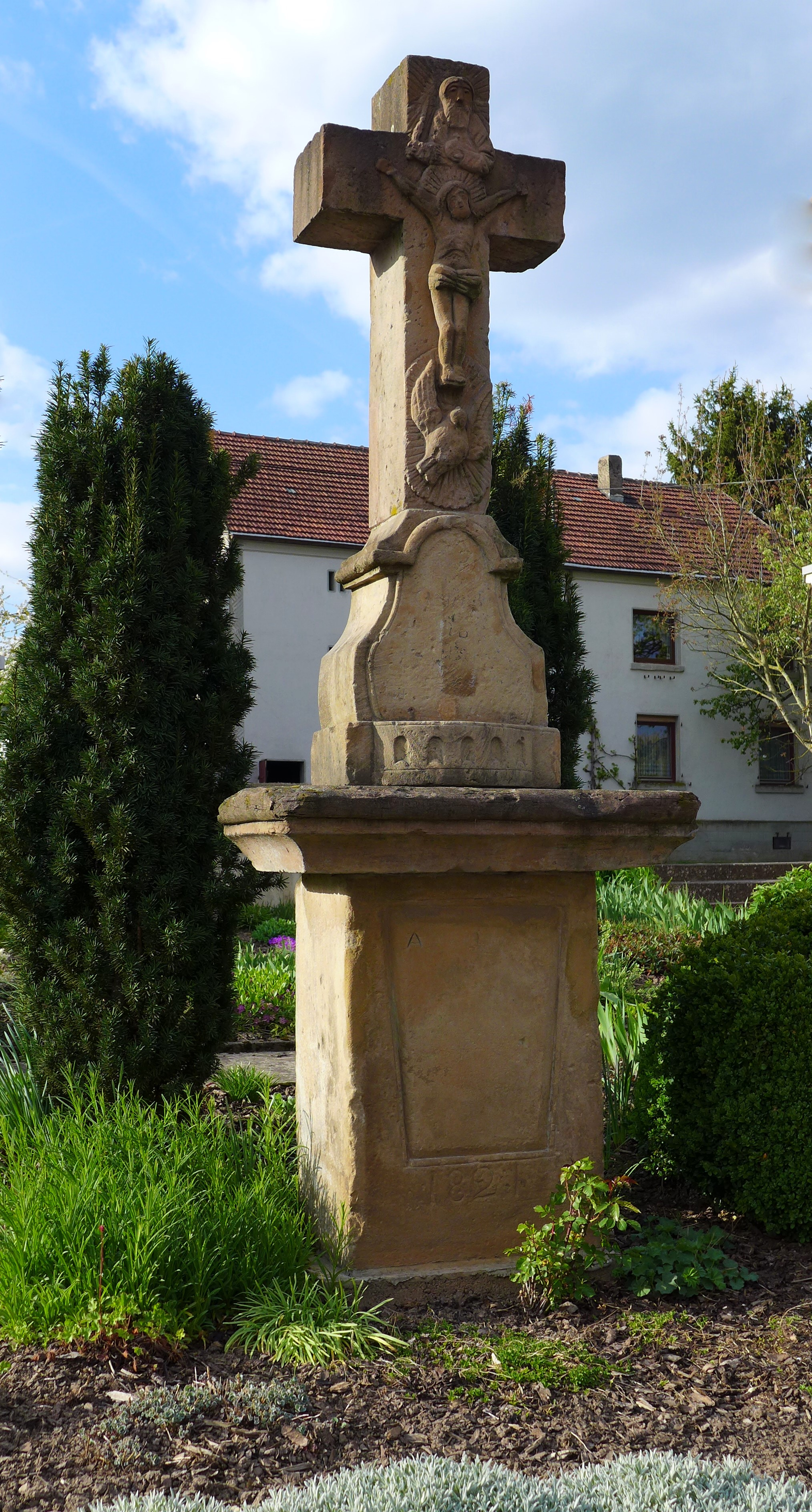
Piesbach, Dreifaltigkeitskreuz von 1821
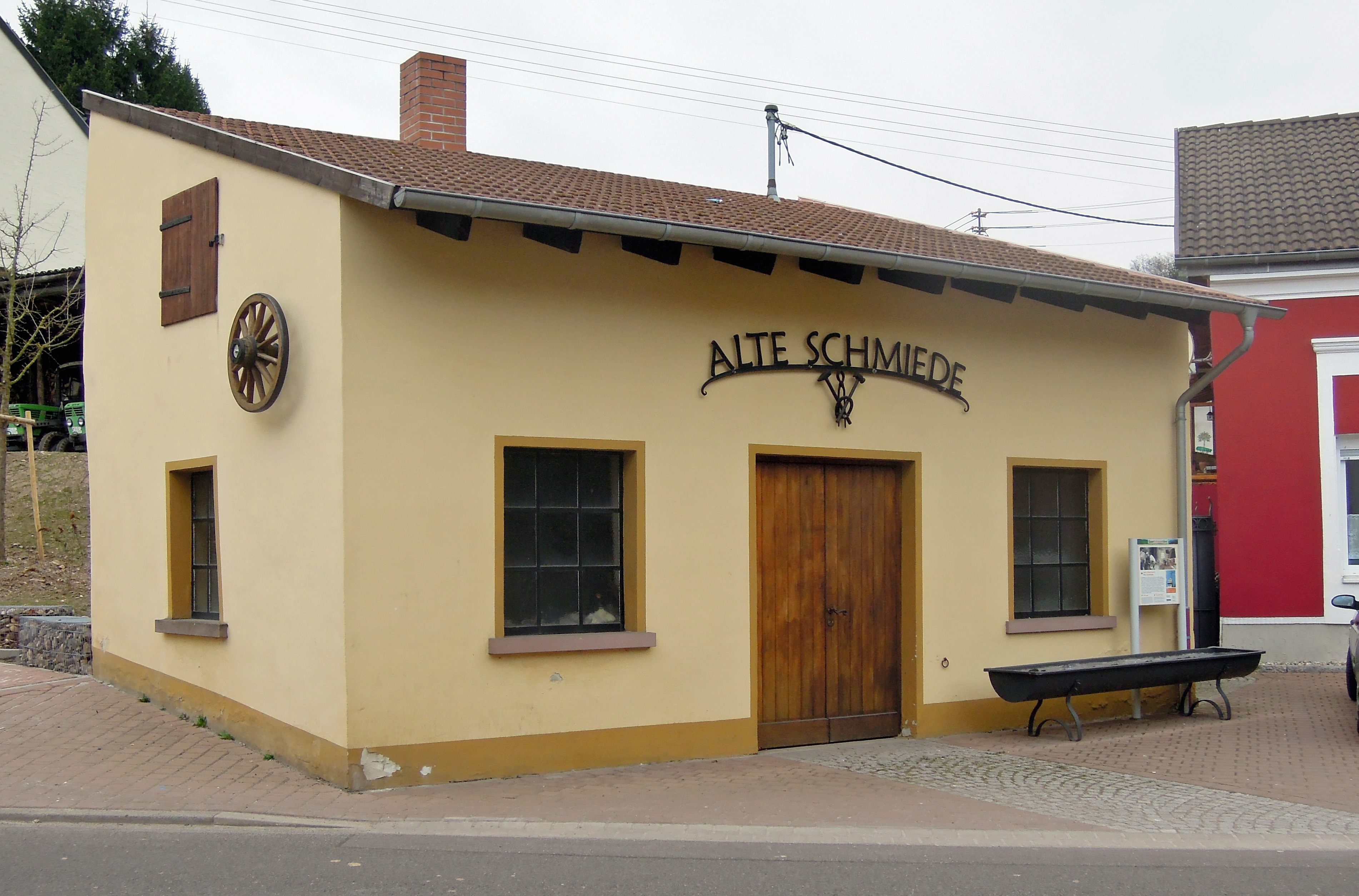
Alte Schmiede
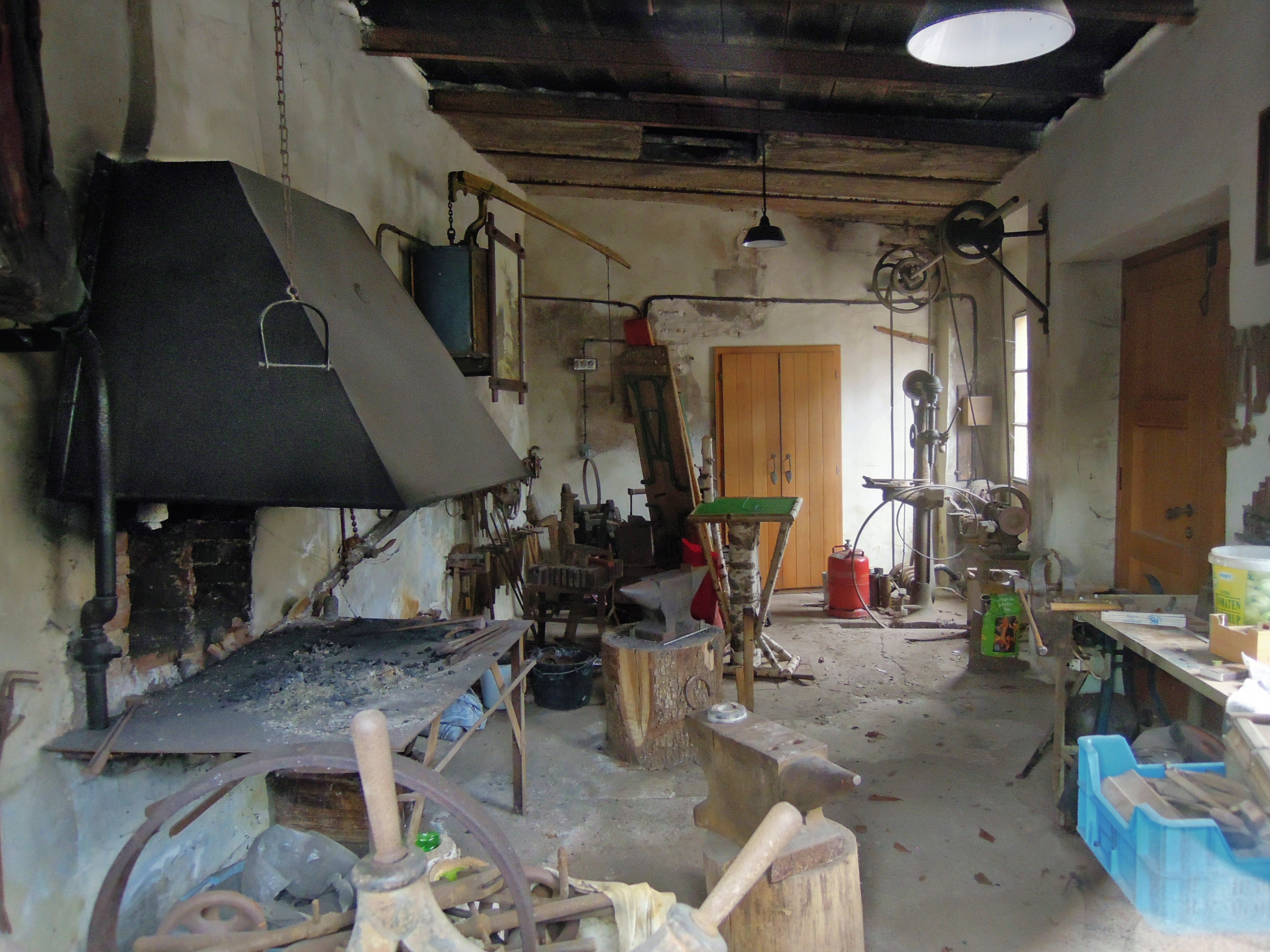
Innenansicht der Schmiede
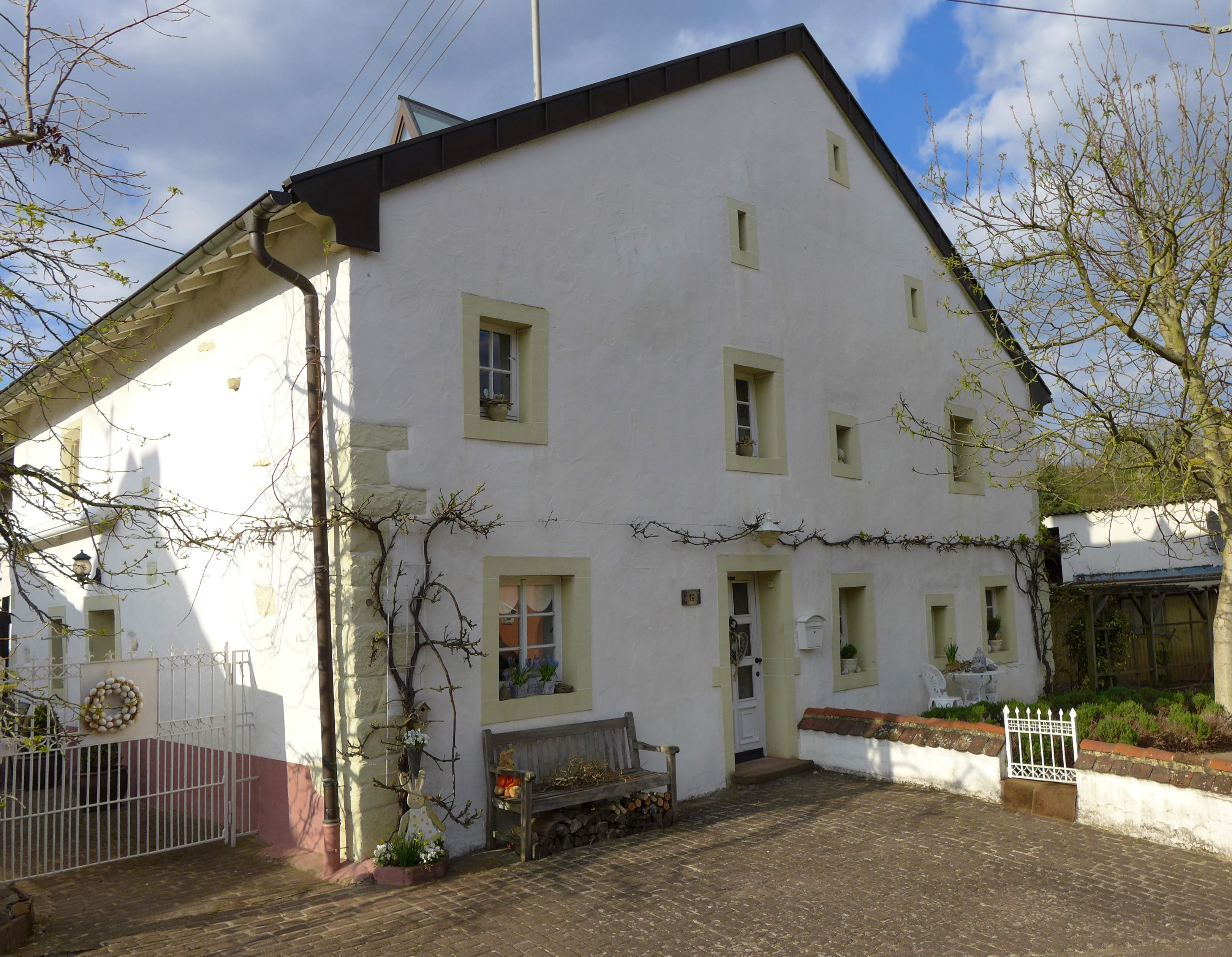
Piesbach, Historisches Bauernhaus von 1578

## Veranstaltungen

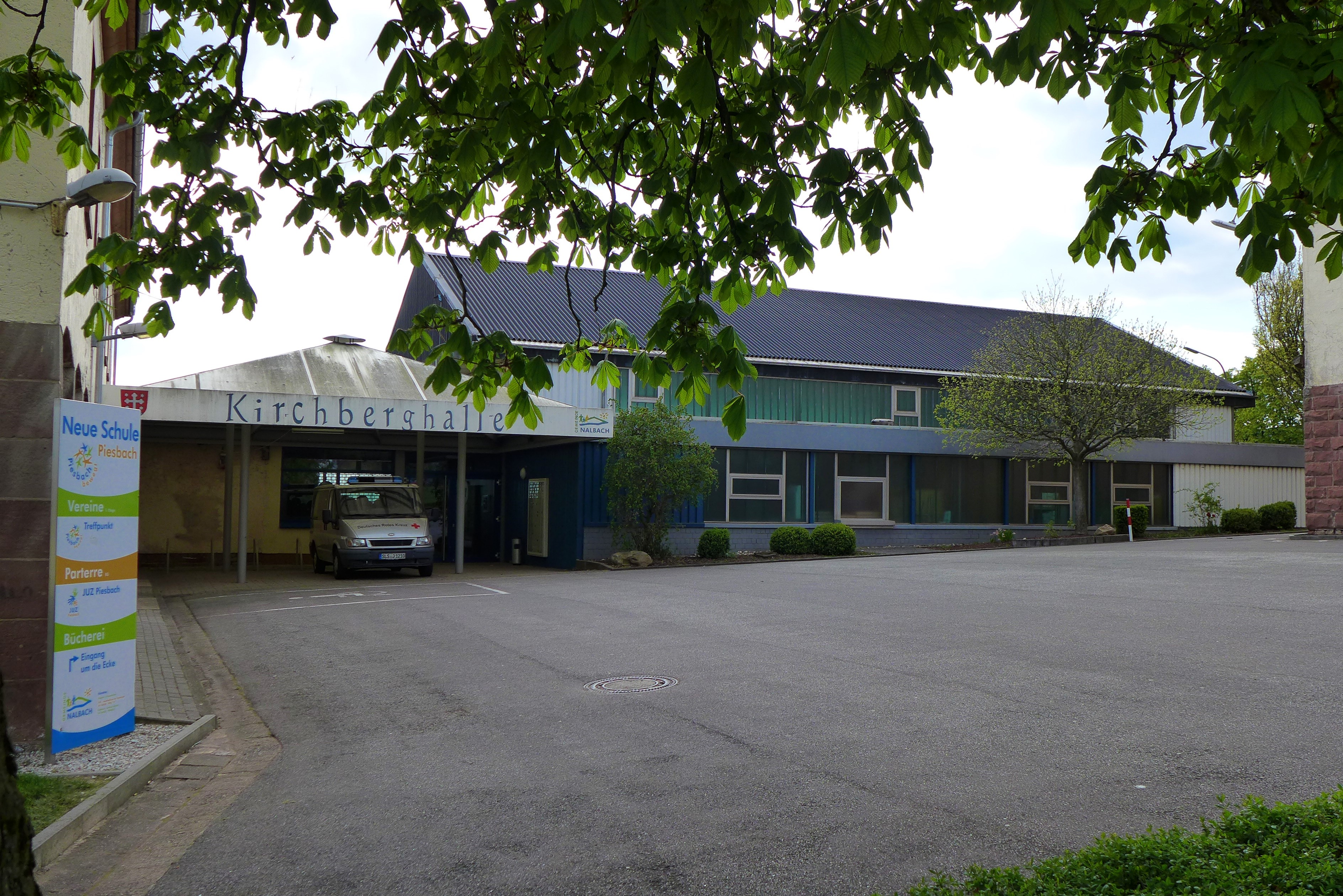
Piesbach, Veranstaltungshalle „Kirchberghalle“ auf dem Schank

Im Jahreslauf werden in Piesbach zahlreiche Veranstaltungen ausgerichtet (z. B. Dorffest, Kirmes, Kappensitzungen, Rosenmontagsumzug, Theateraufführungen der Volksbühne, Beach-Volleyballturnier, Litermont-Rallye). Das Vereinsleben in Piesbach ist rege. Vereine wie z. B. der Turn- oder Sportverein bestimmen das sportliche Geschehen des Dorfes. Ende des Jahres 2006 wurde in Piesbach der Sportplatz mit Kunstrasen ausgestattet.

## Persönlichkeiten
- Elisabeth Lehnert, (1882–19??), Pädagogin, Autorin zahlreicher pädagogischer Lehrwerke zur Germanistik, Schwester von Aloys Lehnert.[74][75]
- Albert André (1930–2014), Monsignore, Kaplan seiner Heiligkeit, ehemaliger Regionaldekan der früheren Trierer Bistumsregion Saar-Hochwald, langjähriger Pfarrer der Piesbacher Pfarrei Johannes der Täufer.
- Rosemarie Hoffmann, geb. Schorn (1933–2004), Schriftstellerin[76]
- Frank-Lorenz Engel (* 1961), Schauspieler und Synchronsprecher, aufgewachsen in Piesbach.
- Michael Müller-Kasztelan (* 1981), Opernsänger, Tenor, aufgewachsen in Bettstadt und Piesbach.
- Adrian Becker (* 14. Mai 1970), aufgewachsen in Piesbach.